# Афганистан
Афганиста́н (пушту ‎и дари افغانستان), официальное название под властью движения «Талибан» с 2021 года — Исла́мский Эмира́т Афганиста́н (пушту د افغانستان اسلامي امارت‎, дари امارت اسلامی افغانستان) — государство в Центральной Азии, также относящееся к Южной Азии. Население по состоянию на 2022 год — 34 262 840 человек. Площадь территории — 652 864 км². Занимает 45-е место в мире по численности населения и 40-е по территории.
Страна не имеет выхода к морю и находится в северо-восточной части Иранского нагорья. Граничит с Ираном на западе, Пакистаном — на юге и востоке, Туркменистаном, Узбекистаном и Таджикистаном — на севере, КНР — в самой восточной части страны; также граничит с оспариваемой Индией, КНР и Пакистаном территорией Кашмир на востоке.
Столица — Кабул. Государственные языки — пушту и дари (лингва франка).
Де-факто является однопартийной тоталитарной диктатурой, не соблюдающей права человека. В стране наблюдается высокий уровень терроризма, экстремизма, радикализма, бедности и коррупции. Афганистан — член Организации Объединённых Наций, Организации исламского сотрудничества, Ассоциации регионального сотрудничества стран Южной Азии, Группы 77, Организации экономического сотрудничества, а также Движения неприсоединения. По состоянию на 2020 год экономика Афганистана занимала 98-е место в мире с валовым внутренним продуктом по паритету покупательной способности с показателем в 81,9 миллиарда долларов, а по ВВП на душу населения (ППС) — 169 место из 189 стран.
Освоение человечеством территорий современного Афганистана началось со времён среднего палеолита, а нахождение Афганистана на Великом шёлковом пути позволило иметь связь с культурами Ближнего Востока и других частей Азии. На территориях проживали разные народы и существовали разные династии, пытавшиеся создать империи — Кушаны, Эфталиты, Саманиды, Саффариды, Газневиды, Гуриды, Хильджи, Моголы и другие. Афганистан неофициально называют «кладбищем империй», поскольку страна на протяжении всей своей истории становилась местом военных действий, начиная с Александра Македонского, империи Маурьев, арабских вторжений VII—VIII веков, монгольского завоевания Хорезма и заканчивая войнами с участием Британской Империи (1838—1919), Советского Союза (1979—1989) и Соединённых Штатов Америки (2001—2021).
Современное государство Афганистан ведёт свою историю с династий Хотаки и Дуррани в XVIII веке. К концу XIX века Афганистан стал буферным государством в так называемой «Большой игре» Британской Индии и Российской Империи. Границы страны с Британской Индией, сформированные по линии Дюранда в 1893 году, не были признаны афганским правительством, что стало причиной напряжённых отношений с Пакистаном, обретшим независимость в 1947 году. В результате Третьей англо-афганской войны в 1919 году Афганистан перестал быть зависимым от иностранного влияния, а позже в стране было установлено королевство под руководством Амануллы-хана, просуществовавшее почти 50 лет. Итогом стал государственный переворот в 1973 году, упразднивший монархию, отстранивший от власти короля Захир-Шаха и сформировавший республиканский строй. Второй военный переворот в 1978 году привёл к установлению социалистического строя, имевшего внешнее влияние Советского Союза, что стало причиной афганской войны в 1979—1989 годах, в которой повстанцы-моджахеды сражались против советских войск. В 1989 году советские войска были выведены из Афганистана, что привело к недолгому установлению власти моджахедов, на смену которым в 1996 году пришла более радикальная исламская фундаменталистская деобандистская группировка «Талибан», основавшая Исламский Эмират Афганистан. После начала ввода в страну войск НАТО во главе с США в 2004 году была основана Исламская Республика Афганистан (ИРА), которая контролировала большую часть страны до 2021 года, несмотря на продолжающееся сопротивление талибов. После объявления о начале полного вывода войск США из Афганистана с 1 мая 2021 года ИРА начала стремительно терять контроль над страной и 15 августа 2021 года без боя сдала столицу страны, после чего «Талибан» объявил об установлении своей власти на территории всего Афганистана. В настоящий момент только Россия признала легитимным правительство «Талибана».

## Этимология
Первая часть названия страны — «афган» — персидское слово, означающее «молчание» или «безмолвие»; с тюркских языков слово Ауган (Афган) переводится как «ушедший, скрывшийся». Это так называемое внешнее название народа, в отличие от самоназвания (аналогом в русском языке можно считать слова «немец», «немцы», то есть не умеющие говорить «по-нашему», немые). Так назывались все иностранные жители. Это также другое название пуштунов — крупнейшей этнической группы в стране. Действительно, территория Афганистана труднодоступна и удобна лишь для племён, которые по тем или иным причинам ушли или переселились в горы и сохраняли свою независимость от разного рода завоевателей Центральной Азии.
Вторая часть названия — суффикс «-стан» — восходит к индоевропейскому корню *stā- («стоять») и на персидском языке означает «место, страна». В современном персидском языке суффикс -истан (перс. ستان‎) применяется для образования топонимов — географических названий мест проживания племён, народов и различных этнических групп.
Термин «афганцы» в качестве названия народа используется, по крайней мере, начиная с исламского периода. По мнению ряда учёных, слово «афганский» появилось впервые в истории в 982 году; тогда под ним понимались представители различных племён, жившие на западной границе гор вдоль реки Инд.
Марокканский путешественник Ибн Баттута, посетивший Кабул в 1333 году, пишет:
Мы путешествовали по Кабулу, ранее огромному городу, на месте которого в настоящее время проживает племя персов, называющих себя афганцами.Nancy Hatch Dupree, «The Story of Kabul (Mongols)»
В «Энциклопедии Иранике» сказано:

С этнологической точки зрения, «афганский» — термин, которым на персидском языке Афганистана называются пуштуны. Этот термин распространяется всё больше и за пределами Афганистана, поскольку пуштунский племенной союз на сегодняшний день является наиболее значимым в этой стране, численно и политически.

Кроме того, она поясняет:

Под названием «Avagānā», эта этническая группа впервые упоминается индийским астрономом Varāha Mihira в начале VI века нашей эры в его труде «Brihat-samhita».

Эта информация подкрепляется и традиционной пуштунской литературой — например, в трудах поэта XVII века Хушаль-хана Хаттака, писавшего по-пуштунски:
Арабы знают это, и знают римляне: афганцы — это пуштуны, пуштуны — это афганцы!
Термин «Афганистан» упомянул в своих воспоминаниях император Бабур в XVI веке: в то время это слово обозначало земли к югу от Кабула, где в основном и проживают пуштуны.
Сэр Монстюарт Эльфинстон, возглавивший британскую дипломатическую миссию в Афганистан в 1808 году, в своей книге «Account of the Kingdom of Cabul and its Dependencies in Persia and India» также писал, что сами афганцы верят в то, что они являются потомками еврейского рода, берущего своё начало от третьего сына Иосифа Афгана. Впрочем, там же Эльфинстон пишет о несостоятельности этой теории и её неподтверждённости.
До XIX века название использовалось только для традиционных земель пуштунов, в то время как всё государство в целом было известно как Кабульское королевство. В других частях страны в определённые периоды истории существовали независимые государства — такие, как Королевство Балхе в конце восемнадцатого и в начале девятнадцатого века.
Наконец, с расширением и централизацией власти в стране, афганские правители приняли название «Афганистан» для всего королевства. «Афганистан» в качестве названия всего царства было упомянуто в 1857 году Фридрихом Энгельсом; оно стало официальным названием, когда страна была признана мировым сообществом в 1919 году, после обретения полной независимости от Великобритании, и было утверждено в качестве такового в Конституции Афганистана 1923 года.

## География

Рельеф Афганистана

### Рельеф
Территория Афганистана располагается в северо-восточной части Иранского нагорья. Значительную часть страны составляют горы и находящиеся между ними долины.
На севере страны расположена Бактрийская равнина, в пределах которой лежит песчано-глинистая пустыня, являющаяся продолжением Каракумов. На юге и востоке её окаймляют горные системы: Паропамиз, состоящая из двух хребтов — Сафедкох и Сиахкох, а также Гиндукуш.
На востоке Бадахшана расположен так называемый Ваханский коридор, представляющий собой суровую высокогорную территорию длиной около 295 километров и шириной от 15 до 57 километров в долинах рек Памир, Вахан и Пяндж.
Южнее расположены Среднеафганские горы и Газни-Кандагарское плоскогорье. На западе, по границе с Ираном, лежат плато Наомид и впадина Систан. Крайний юг страны занимают впадина Гауди-Зира, глинисто-щебнистая пустыня Дашти-Марго и песчаные пустыни Гармсер и Регистан.
Западнее Гиндукуша находится нагорье Хазараджат[уточнить] высотой 3000—4000 м. На границе с Пакистаном находится высшая точка страны — гора Ношак, высотой 7492 м.

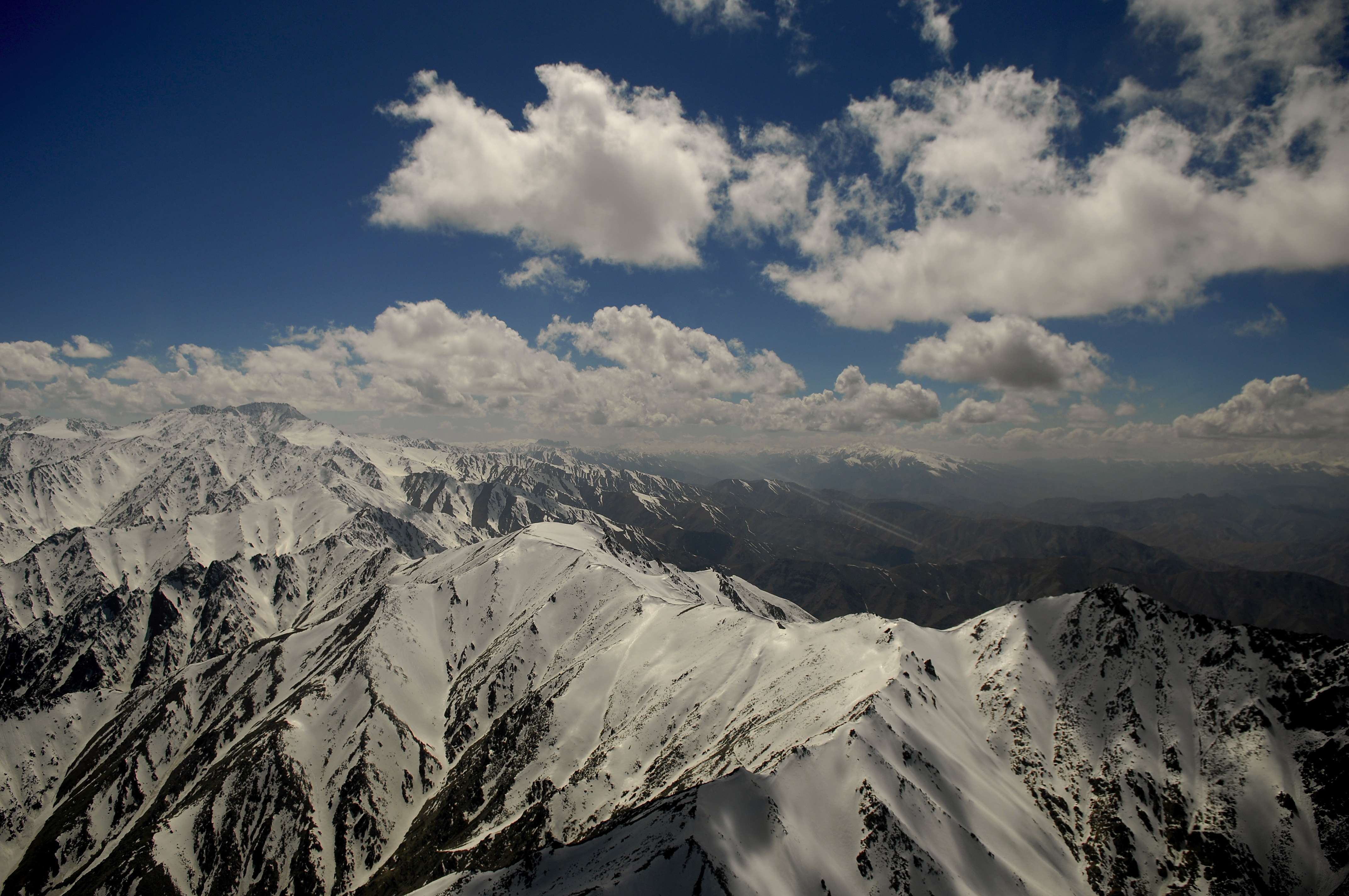
Горный пейзаж
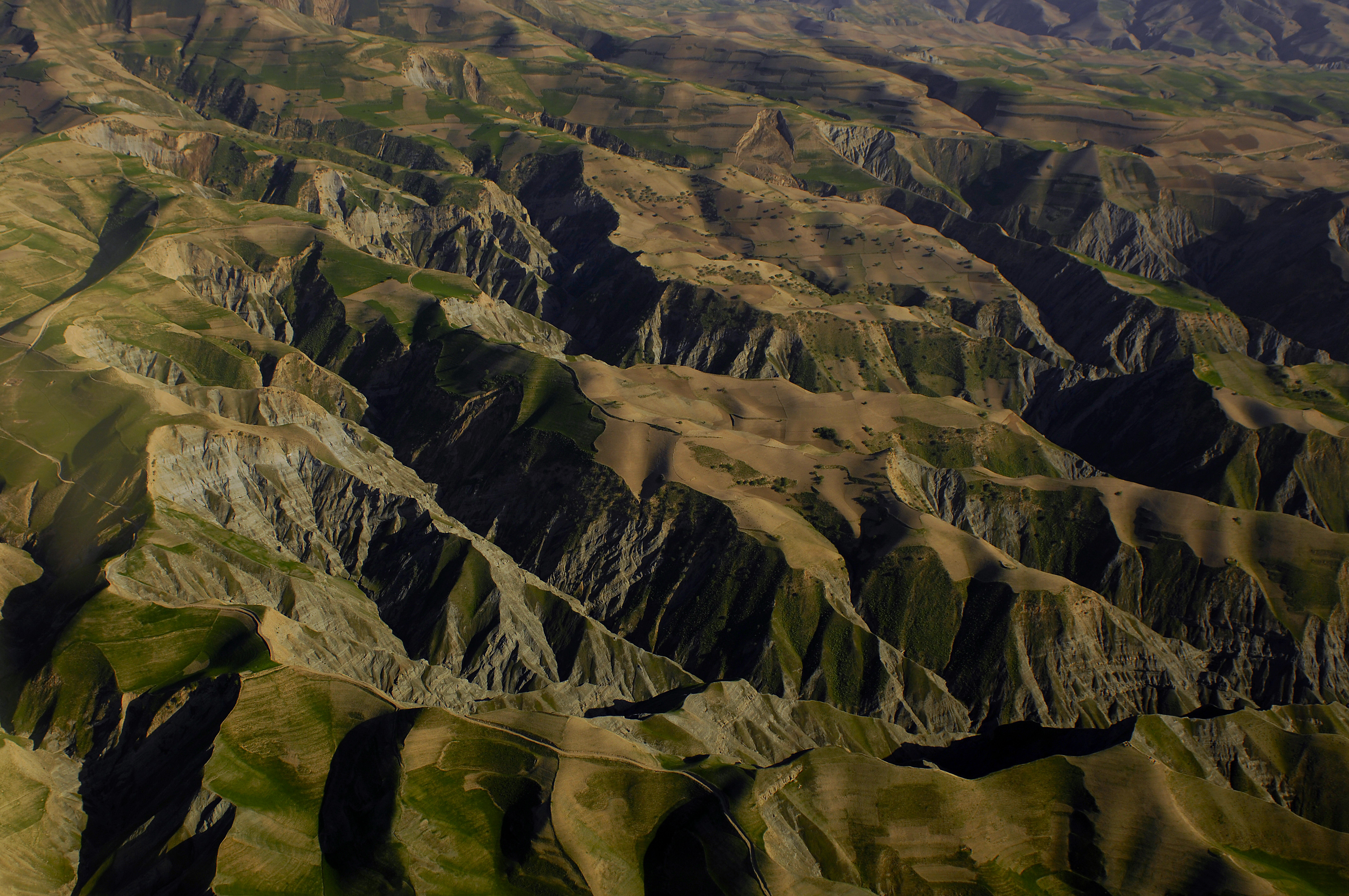
Ландшафт Афганистана
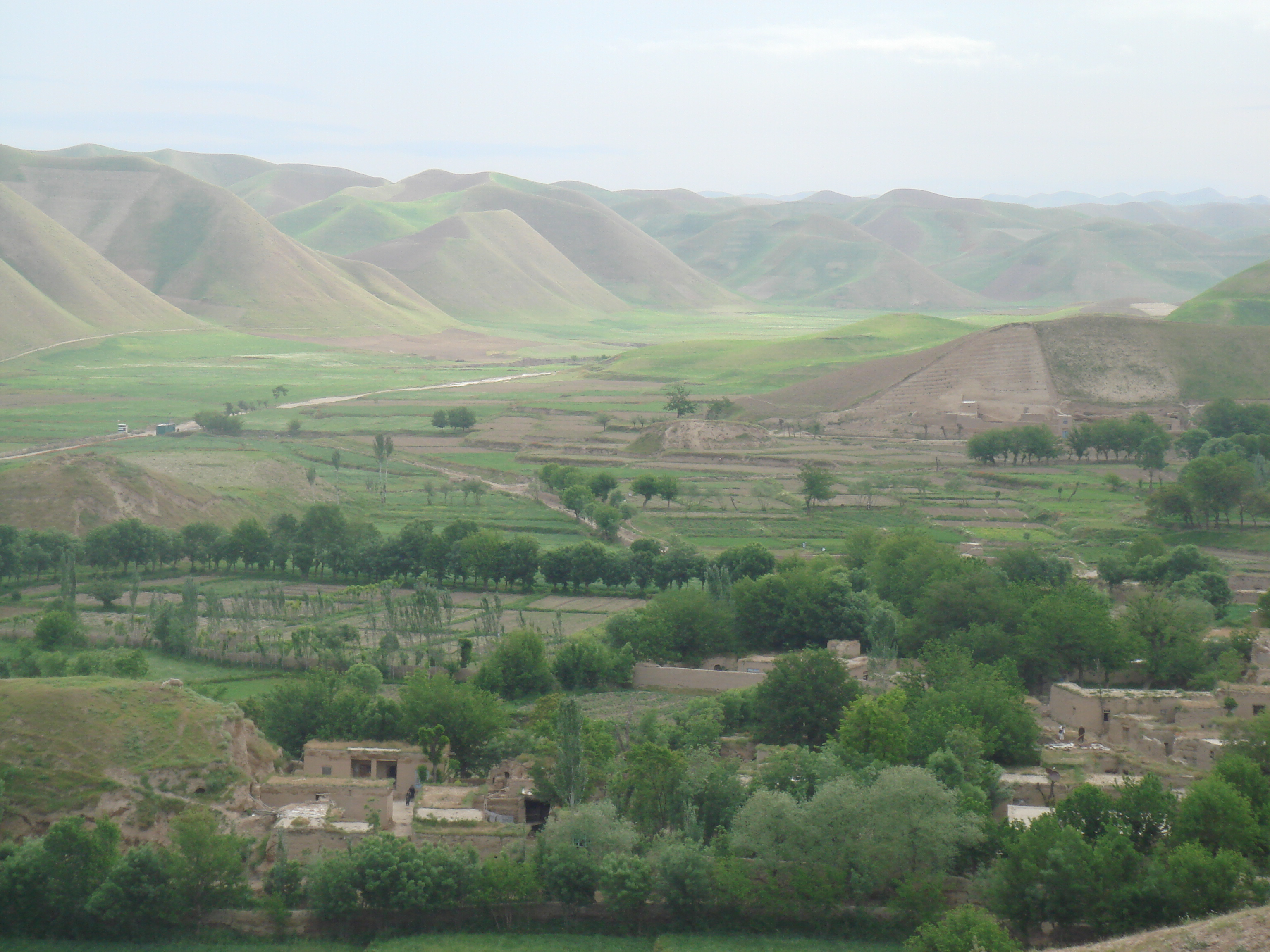
Северо-запад страны
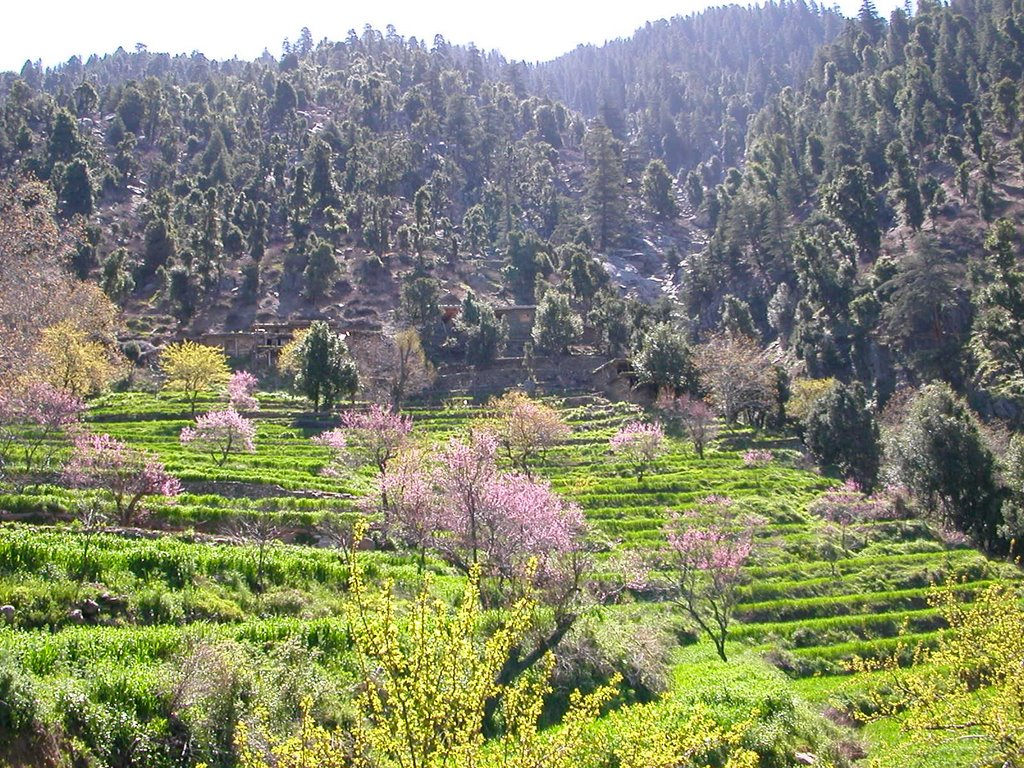
Восток страны

### Климат
Климат Афганистана субтропический континентальный, холодный зимой и сухой жаркий летом. Средние температуры и количество осадков изменяются с высотой: зимой от +8 до −20 °C и ниже, летом от +32 до 0 °C. В пустынях выпадает 40—50 мм осадков в год, на плоскогорьях — 200—250 мм, на наветренных склонах Гиндукуша 400—600 мм, на юго-востоке Афганистана, куда проникают муссоны с Индийского океана, около 800 мм. Максимум осадков приходится на зиму и весну. На высоте 3000—5000 м снежный покров держится 6—8 месяцев, выше 5000 м — ледники.

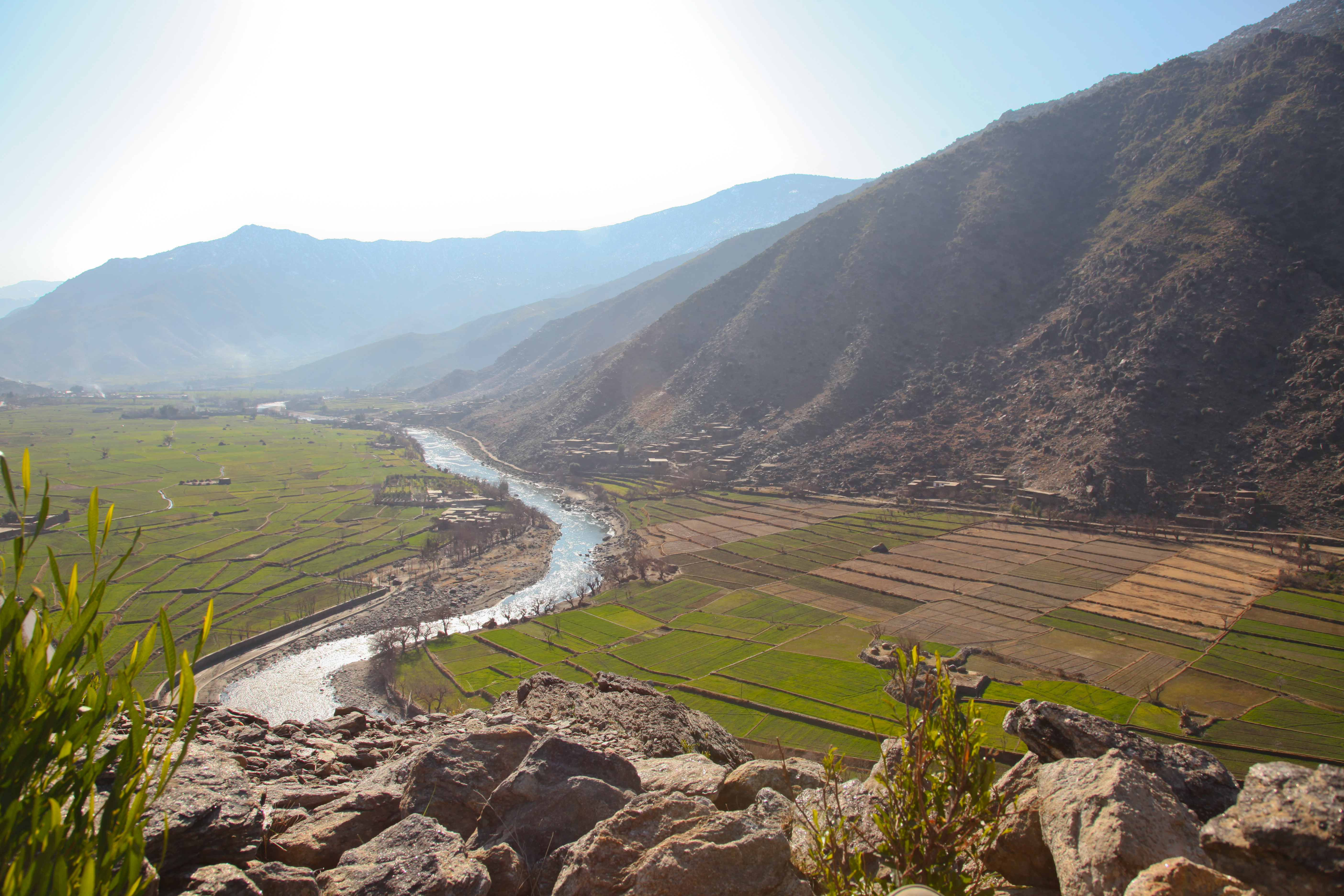
Кунар

### Геологическое строение
Территория Афганистана расположена в основном в пределах Альпийско-Гималайского подвижного пояса, за исключением Бактрийской равнины, принадлежащей южной окраине Туранской платформы.

### Реки и водоёмы
Все реки, за исключением Кабула, впадающего в Инд, являются бессточными. Наиболее крупные из них — Амударья, протекающая по северной границе страны, Герируд, разбираемая на орошение и Гильменд, впадающая вместе с реками Фарахруд, Хашруд и Харутруд во впадину Систан и образующие там группу пресноводных озёр Хамун. Питаются реки главным образом талыми водами горных ледников. На равнинных реках весной половодье, а летом они пересыхают. Горные реки обладают значительным гидроэнергопотенциалом. Во многих районах единственным источником водоснабжения и орошения являются подземные воды.

### Полезные ископаемые
Недра Афганистана богаты полезными ископаемыми, но их разработка носит ограниченный характер ввиду их расположения в отдалённых горных районах.
Присутствуют залежи каменного угля и драгоценных металлов, бериллиевых руд, серы, поваренной соли, мрамора, лазурита, барита, целестина. Присутствуют месторождения нефти, природного газа, гипса. Разведаны медные, железные, марганцевые руды.
Медное месторождение Айнак близ Кабула считают самым большим в Евразии (запасы около 240 млн тонн руды с содержанием 2,3 % (оценка 2006 года), недалеко от Кабула находится и железорудное месторождение Хаджигек (запасы около 428 млн тонн руды с содержанием 62—68 %), которое считается самым крупным в южноазиатском регионе.

### Время в Афганистане

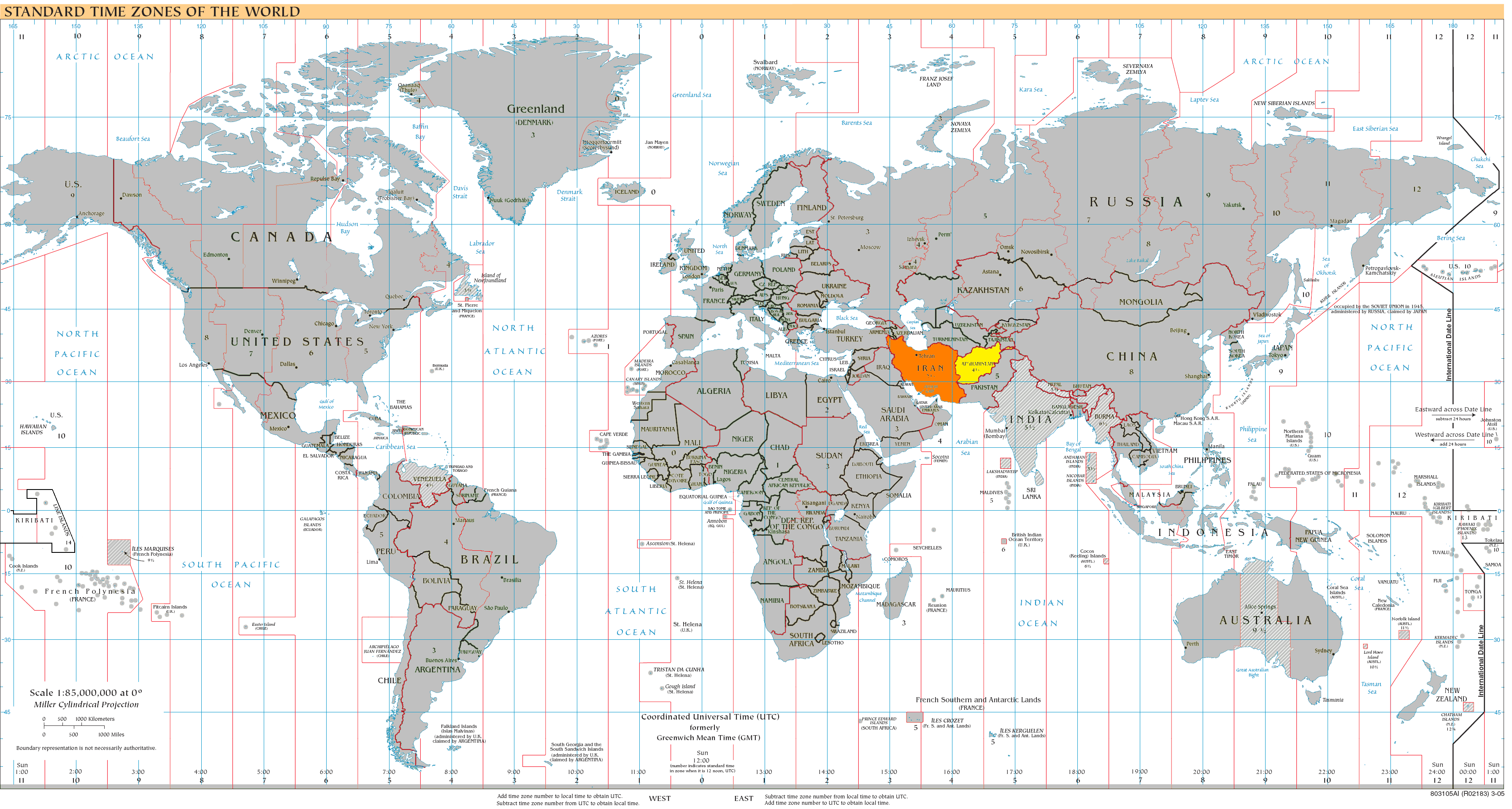
UTC+4:30 на карте часовых поясов мира:
зона UTC+4:30 летом (апрель-октябрь) в Северном полушарии;
зона UTC+4:30 круглогодично

Территория Афганистана располагается в часовом поясе UTC+4:30. На летнее время Афганистан не переходит.

## История
Афганистан — страна с древнейшей историей. По находкам в пещере Кара-Камар у Айбака выделен каракамарский вариант верхнего палеолита.
Сельские общины на территории Афганистана возрастом 5000 лет назад были одними из первых в мире.
Предполагается, что одна из иранских религий, зороастризм, возникла на территории северного Афганистана между 1800 до 800 годами до н. э., а Заратуштра жил и умер в Балхе. На древневосточных иранских языках, как, например, на авестийском, говорили в этом регионе во время расцвета зороастризма. К середине VI века до нашей эры, Ахемениды включили Афганистан в состав своей Персидской империи.
Империя Ахеменидов пала под ударами Александра Македонского после 330 года до н. э. и территория современного Афганистана вошла в состав его империи. После распада империи Александра Македонского Афганистан был частью государства Селевкидов, контролировавших регион до 305 года до н. э. Буддизм стал доминирующей религией в регионе.

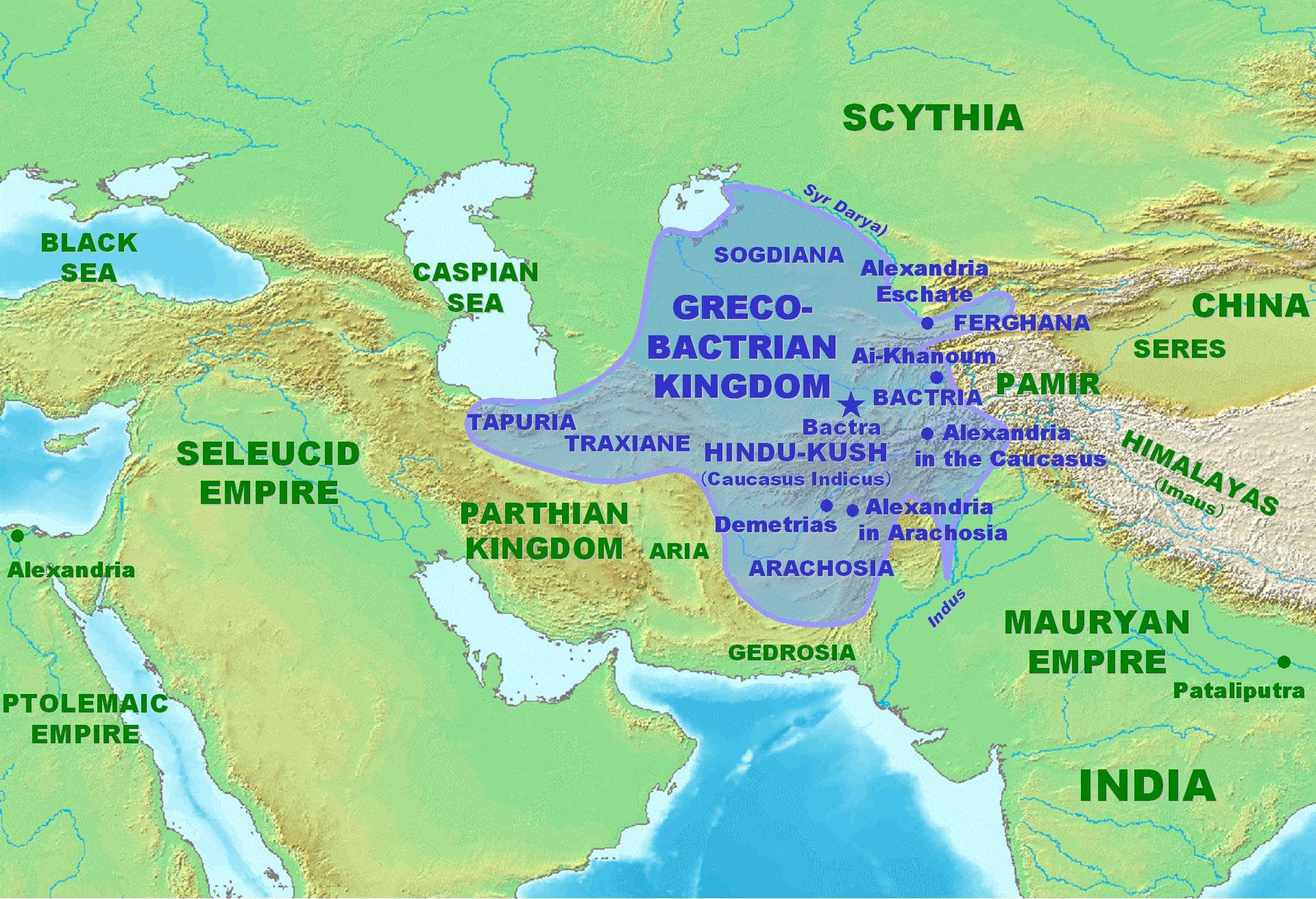
Греко-бактрийское царство в период своего наивысшего расцвета

Затем регион стал частью Греко-бактрийского царства. Индо-греки были разбиты скифами и вытеснены из региона к концу II века до нашей эры. Греко-бактрийское царство просуществовало до 125 г. до н. э.
В I веке Парфянская империя покорила современную территорию Афганистана. В середине-конце II века Кушанская империя с центром в современном Афганистане, стала большой покровительницей буддийской культуры. Кушаны были разбиты Сасанидами в III веке.

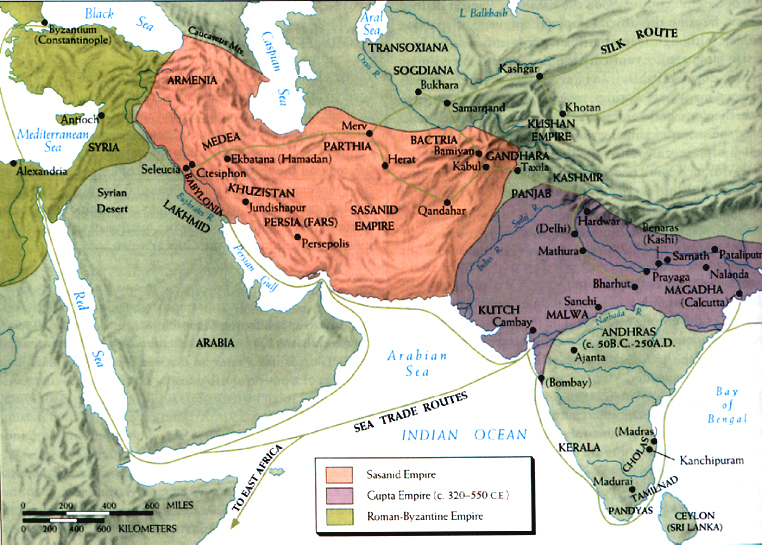
Афганистан на карте Второй персидской империи. С тех пор он является частью иранского культурного пространства

Различные правители называли себя кушанами (как известно, Сасаниды продолжали править, по крайней мере, частью этого региона). В конце концов, кушаны были разгромлены гуннами, место которых, в свою очередь, заняли эфталиты, создавшие в регионе своё государство в первой половине V века. Эфталиты были разбиты войсками Тюркского каганата в 557 году. Однако, эфталитам и потомкам кушан удалось создать небольшое государство в Кабулистане, которое впоследствии было захвачено мусульманскими правителями Саффаридами, а затем входило в состав государств Саманидов и Газневидов.
В этот период в центральной части современного Афганистана были построены Бамианские статуи Будды, входившие в комплекс буддийских монастырей в Бамианской долине, возраст которых датируется VI веком нашей эры и которые относятся к индийскому искусству Гандхара, а население разговаривало на гандхари.

### Исламский и монгольский период

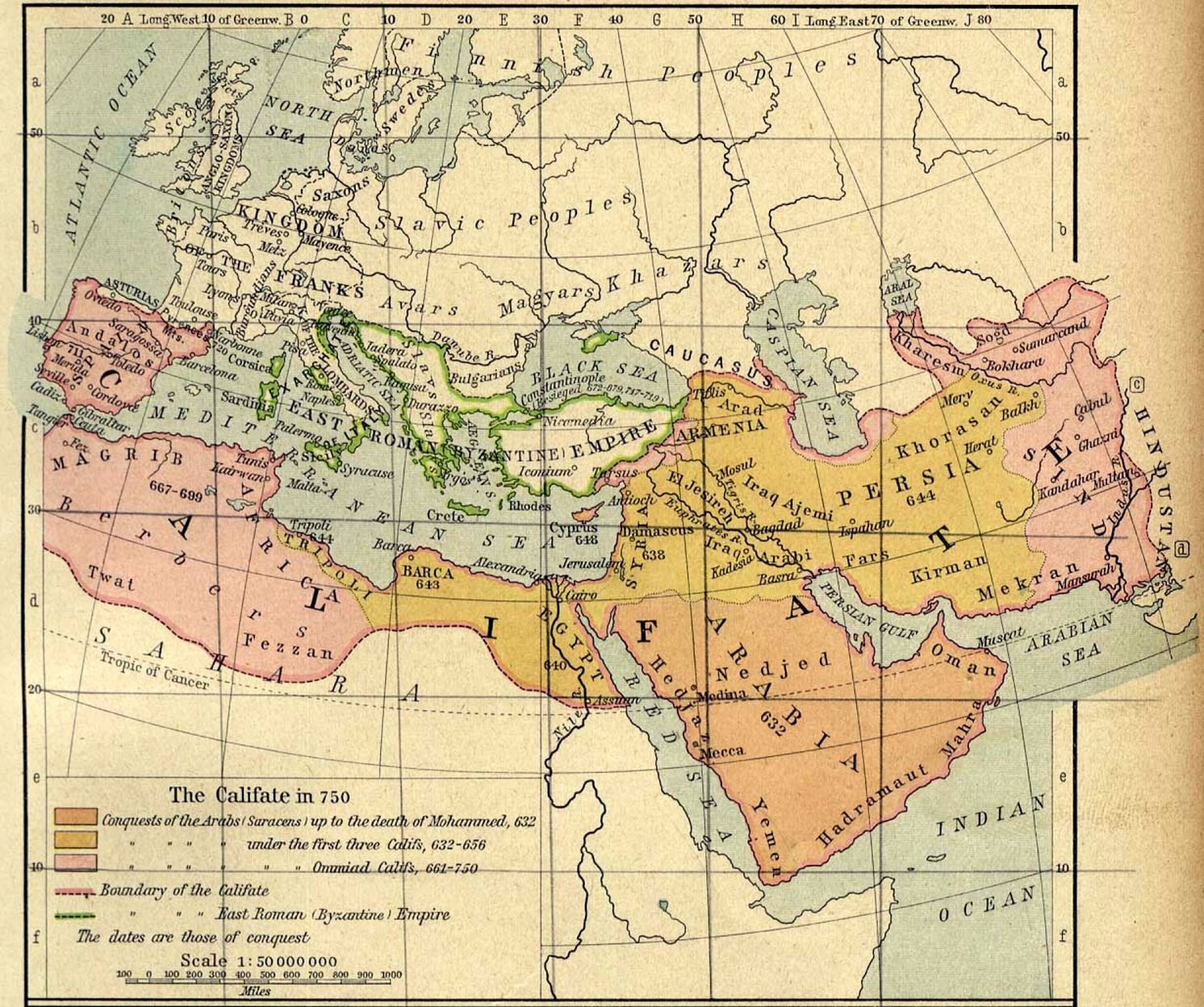
Восточная часть Арабского Халифата в 750 году

В VII веке современная территория западного Афганистана была завоёвана арабами, принёсшими свою культуру и новую религию — ислам. Однако окончательно ислам утвердился лишь в X веке, когда регион вошёл в состав империи Саманидов.
В X веке в страну из Средней Азии пришли тюрки. На территории современного Афганистана возникла Газневидская империя (со столицей в городе Газни), включавшая в себя также части Ирана, Средней Азии и Индии. Начался расцвет науки и культуры.
В XII веке усилилась местная династия Гуридов, объединившая под своей властью большую территории. В начале XIII века держава Гуридов покорена Хорезмом.
В XIII веке регион подвергся вторжению монгольских войск Чингисхана. Современная территория Афганистана вошла в состав Монгольской империи, на его территории существовало вассальное монголам государство династии Куртов. Современный Афганистан находился на границе двух монгольских улусов — государства Хулагуидов и Чагатайского улуса. Во второй половине XIV века современный Афганистан входил в состав империи Тимура, а после его смерти здесь правили Тимуриды, из которых особенно известен правитель Кабула Бабур, основавший Империю Великих Моголов.
В XVI—XVII веках территория современного Афганистана находилась под властью правителей Сефевидской империи, Империи Великих Моголов и Бухарского ханства.

### Династия Хотаки
В начале XVIII века территория современного Афганистана входила в состав Сефевидского государства и Бухарского ханства. После ослабления Персии и нескольких восстаний афганцы сумели создать ряд независимых княжеств — Кандагарское и Гератское, и после ослабления Бухарского ханства полунезависимый узбекский хан Балхского ханства сделался самостоятельным.
Кандагарское княжество находилось под властью пуштунской династии Хотаки, основанной Мир Вайсом. В 1722 году афганские войска предприняли поход в Сефевидскую империю и даже захватили её столицу — Исфахан, однако затем потерпели поражение от Надир-шаха.
Надир-шах затем распространил свою власть на современную территорию Афганистана, но его власть там оказалась непрочной и после его гибели в 1747 году империя Сефевидов распалась.

### Дурранийская держава

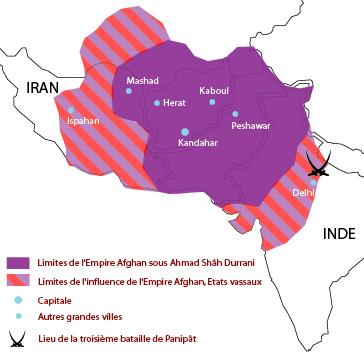
Дурранийская империя в период своего наивысшего расцвета

Дурранийская империя была основана в Кандагаре в 1747 году военным командиром Ахмад-шахом Дуррани. Она стала первым единым афганским государством. Однако при его преемниках империя распалась на ряд самостоятельных княжеств — Пешаварское, Кабульское, Кандагарское и Гератское.

### Современная история

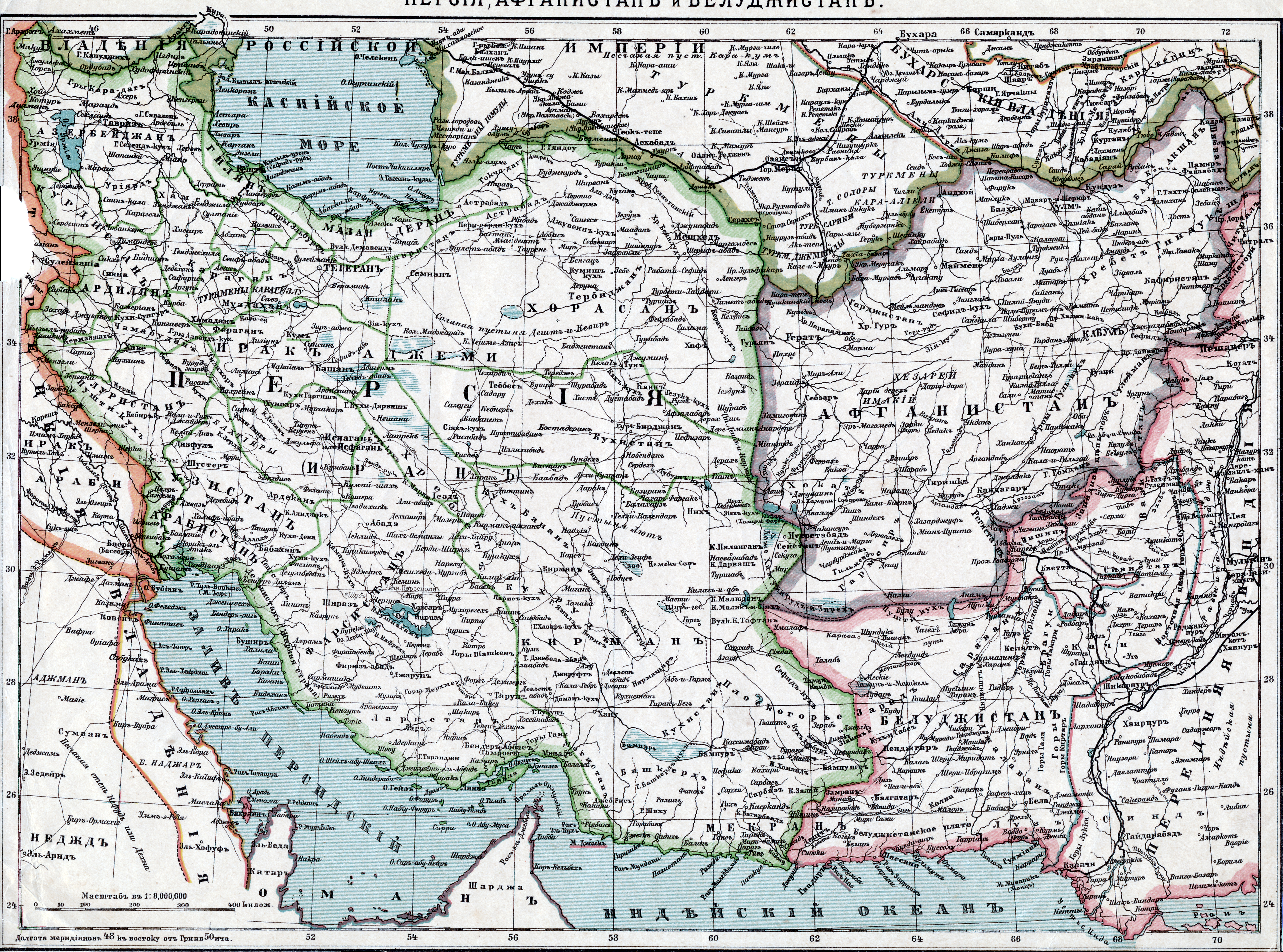
Афганистан на карте конца XIX века

#### Англо-афганские войны
Благодаря своему стратегическому положению в центре Евразии, Афганистан становится ареной борьбы между двумя мощными державами того времени: Британской и Российской империями. Эта борьба получила название «Большой игры». С целью контроля над Афганистаном Британская империя провела три войны, две из которых завершились уверенной победой британцев.

#### Королевство Афганистан

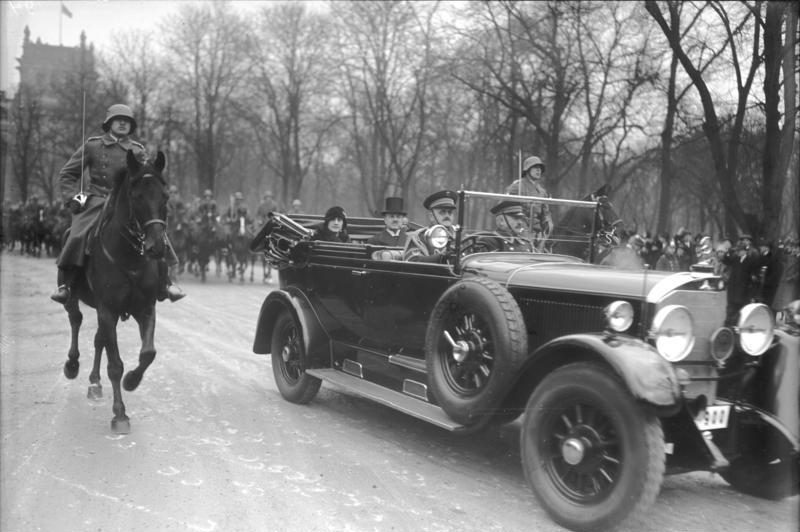
Король Аманулла с визитом в Берлине. Этот визит положил начало стратегическому партнёрству Афганистана и Германии, 1928 год

19 августа 1919 года Аманулла-хан провозгласил независимость Афганистана, которая приветствовалась властями Советской России. Афганистан был первым государством, которое признало РСФСР и установило с ней дипломатические отношения.
После третьей англо-афганской войны Великобритания была вынуждена признать сначала частичную, а в 1926 году полную независимость Эмирата Афганистан.
Эмират упразднён в 1929 году; последним эмиром был Хабибулла Гази. Королевство Афганистан было провозглашено Мухаммедом Надир-шахом. После смерти Надир-шаха в ноябре 1933 года королём стал его сын Мухаммед Захир Шах, который был свергнут собственным двоюродным братом Мухаммедом Даудом в 1973 году.

#### Первая республика и диктатура Дауда
17 июля 1973 года в Афганистане произошёл государственный переворот. Монархия была упразднена и в стране была провозглашена республика. Этот период истории характеризуется крайней политической нестабильностью. Президент Мухаммед Дауд пытался провести реформы и модернизировать страну, но в конечном счёте ему это не удалось.

#### Апрельская (Саурская) революция
В апреле 1978 года в стране началась революция. Президент Мухаммед Дауд вместе с членами своей семьи был застрелен при штурме резиденции, а к власти пришла коммунистическая Народно-демократическая партия Афганистана (НДПА).

#### Демократическая Республика Афганистан. Начало гражданской войны

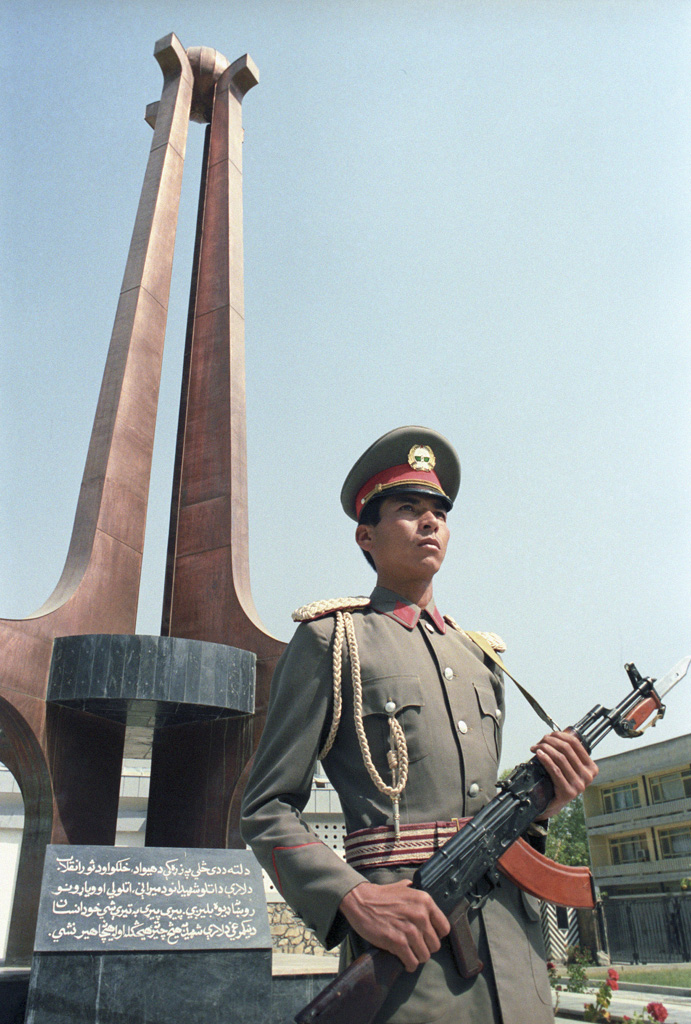
Солдат армии Афганистана в 1986 году

В апреле 1978 года, после Саурской (Апрельской) революции провозглашена Демократическая Республика Афганистан (ДРА). Главой государства стал Нур Мохаммад Тараки, а председателем Революционного совета — Хафизулла Амин. Правительство стало проводить радикальные реформы, в частности, секуляризацию, что вызывало массовые протесты в традиционном афганском обществе. В стране началась Гражданская война. Правящая партия НДПА ещё с 1967 года делилась на две фракции — Хальк и Парчам. Нур Мохаммад Тараки, лидер фракции Хальк, был тайно убит Амином, членом своей же фракции, который стал главой государства. В СССР Амина считали ненадёжным человеком, способным в любой момент переориентироваться на Запад.
Поэтому советское руководство приняло решение устранить Амина, а в страну ввести войска, чтобы помочь коммунистическому правительству справиться с мятежниками. В результате СССР вмешался в гражданскую войну. Официальная позиция США: СССР вторгся в Афганистан и оккупировал его. После убийства Амина 27 декабря 1979 года во время штурма президентского дворца советским спецназом пост председателя Революционного совета занял лидер фракции Парчам Бабрак Кармаль.
Против советских войск боролись афганские моджахеды. С некоторых пор их стали поддерживать США, Китай и ряд других стран мира, в частности финансово, и помогать оружием, в том числе переносимыми ракетными комплексами «Стингер». Непрекращающееся сопротивление в конечном итоге склонило руководство СССР к выводу войск из Афганистана.
4 мая 1986 года по решению 18-го пленума ЦК НДПА Кармаль был освобождён «по состоянию здоровья». Смещение с должности было вызвано переменами в СССР, где к власти пришёл Горбачёв. Новым председателем Революционного совета Демократической Республики Афганистан 1 октября стал Мухаммед Наджибулла. Спустя месяц, 30 ноября, в соответствии с новой конституцией Лойя джирга избрала его новым президентом страны, восстановив тем самым пост, который был упразднён после Саурской революции. Советские войска были выведены из страны в 1989 году. После вывода советских войск (1989) Наджибулла оставался у власти ещё в течение трёх лет.

#### Правление талибов

Флаг движения Талибан

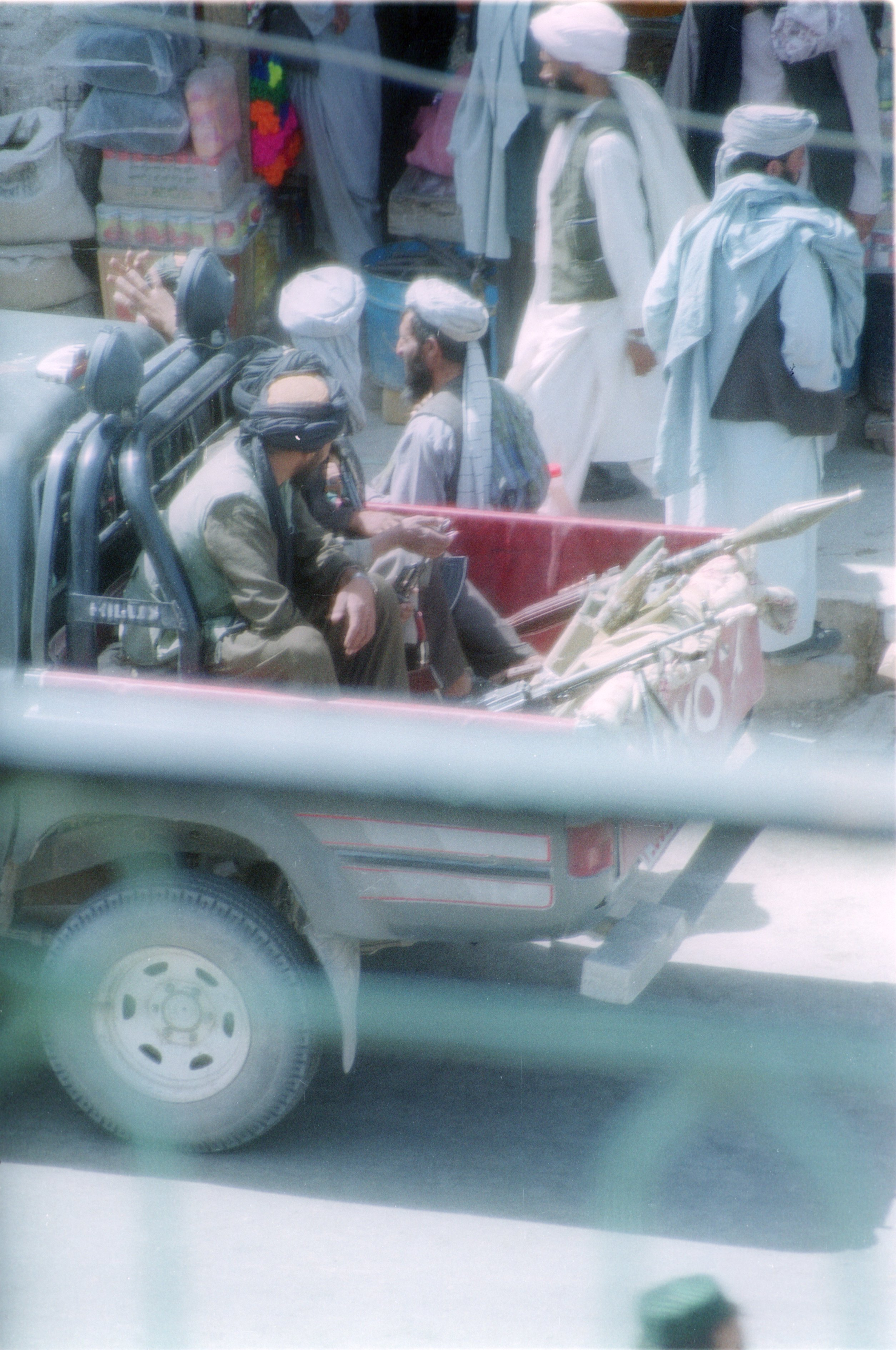
Талибы в Герате, июль 2001 года

После вывода советских войск в 1989 году гражданская война не закончилась, а разгорелась с новой силой. На севере страны группа полевых командиров образовала Северный альянс. В апреле 1992 года повстанцы вошли в Кабул, и Демократическая Республика Афганистан прекратила своё существование. Во время борьбы за власть между Ахмадом Шахом Масудом и Гульбеддином Хекматияром столица Кабул была обстреляна артиллерией противоборствующих сторон, и большое количество культурных и исторических памятников афганской столицы было разрушено. Тем временем на юге страны набирало силу движение «Талибан». В большинстве своём талибы были пуштунами по национальности и объявили себя защитниками интересов афганского народа. Их целью было построение в Афганистане исламского государства, основанного на законах Шариата.
К 1996 году под их контроль попала большая часть страны, в сентябре после взятия Кабула Мухаммед Наджибулла был убит, а Северный альянс был вытеснен в отдалённые приграничные северные провинции. Правление талибов характеризовалось религиозной нетерпимостью по отношению к иноверцам (так, например, несмотря на протесты мирового сообщества, в том числе и мусульманских стран, талибами были взорваны памятники архитектуры — Бамианские статуи Будды, которые были объявлены ими языческими идолами), жестокостью — например, ворам отрубали руки, а также дискриминацией женщин — женщинам и девочкам было запрещено посещать школы и находиться на улице без сопровождения мужчины и т. д.
С конца 1980-х годов начинается масштабный рост производства наркотиков в Афганистане. Рекордный урожай опиатов — 4600 тонн — был собран в 1999 году, во время талибского правления. В 2000 году из-за сильной засухи было собрано 3275 тонны опиумного мака. В том же году талибы под давлением мирового сообщества запретили выращивание опиумного мака на контролируемой ими территории, в результате чего за 2001 год в Афганистане был выращен рекордно низкий урожай опиумного мака: было произведено всего 185 тонн опиума, причём большая часть этого опиума была собрана на территории провинции Бадахшан, контролируемой Северным альянсом.
После терактов 11 сентября 2001 года международный террорист Усама бен Ладен нашёл убежище в талибском Афганистане. Это послужило поводом для вторжения США в Афганистан. По мнению журналиста Пепе Эскобара, однако, настоящей причиной послужил отказ талибов в прокладке Трансафганского трубопровода (ТАПИ, Туркменистан — Афганистан — Пакистан — Индия) на условиях США, в частности, план вторжения США в Афганистан существовал ещё за полгода до событий 11 сентября.

#### Война в Афганистане в 2001—2021 годах
В ходе операции «Несокрушимая свобода» к началу 2002 года режим талибов был ликвидирован, но окончательно движение «Талибан» не было уничтожено. Основные силы ушли в горные районы Вазиристана, другие перешли к партизанской войне на территории Афганистана и Пакистана.

#### Исламская Республика Афганистан
После падения режима талибов была провозглашена Исламская Республика Афганистан. В декабре 2001 года на Боннской конференции афганских политических деятелей Хамид Карзай был поставлен во главе переходной администрации Афганистана. В июне 2002 года Лойя-джирга (Высший совет, в который входят лидеры всех народов, племён и группировок Афганистана) избрала его временным президентом страны. В 2004 году была принята новая Конституция и проведены первые президентские выборы, на которых победил Хамид Карзай.
20 августа 2009 года в стране прошли очередные президентские выборы, победу на которых вновь одержал Хамид Карзай.
Главой страны в 2014 году стал Ашраф Гани.
Несмотря на это, в стране по-прежнему продолжалась гражданская война, но уже с участием Международных сил содействия безопасности в Афганистане (ISAF).
Согласно данным Thomson Reuters Foundation, опубликовавшего в январе 2019 года рейтинг самых опасных для женщин стран мира, Афганистан занимает вторую позицию в списке государств с наибольшим количеством рисков для женщины в плане здравоохранения, доступа к экономическим ресурсам, обычной жизни, сексуального насилия, торговли людьми.

#### Возвращение талибов
Начиная с 1 мая 2021 года, в связи с объявлением об окончательном уходе американских войск из страны, боевиками террористической организации «Талибан» начата активная наступательная операция против правительственных сил Афганистана. Правительство Афганистана начало стремительно терять контроль над территорией страны. На начало августа афганские талибы захватили и удерживали 200 районных центров из 417, а к середине августа уже бо́льшую часть территорий Афганистана, включая 2/3 столиц провинций.
15 августа 2021 года «Талибан» объявил о полном захвате территории Афганистана. Президент Афганистана Ашраф Гани согласился уйти в отставку и бежал из страны. 17 августа 2021 года оставшийся в стране вице-президент Афганистана Амрулла Салех объявил себя действующим главой государства и призвал население страны присоединяться к сопротивлению «Талибану». Сын Ахмад Шах Масуда, бывшего лидера Северного альянса, Ахмад Масуд-младший начал собирать остатки правительственных сил в северной провинции Панджшер в целях организации сопротивления талибам. 22 августа 2021 года талибы потребовали от лидера сопротивления Ахмада Масуда сдать Панджшер. В видео, опубликованном талибами, они заявили, что дают 4 часа на то, чтобы его сторонники, удерживающие часть провинции Панджшер, сложили оружие. В противном случае участники сопротивления «будут наказаны». Видеообращение сопровождалось кадрами передвижения силовиков «Талибана» в Панджшер.
26 августа 2021 года около аэропорта Кабула произошли два взрыва. По словам очевидцев, взрывы произошли почти одновременно, после них началась стрельба. Первый взрыв произошёл у входа в кабульский аэропорт, который не был подвластен талибам. Второй взрыв у расположенного поблизости отеля «Барон». В отеле обычно оставались американские граждане, но в последние дни он использовался для размещения людей, которые ждали своей очереди на вылет из страны. Ответственность за взрыв взяла террористическая организация «Исламское государство». В результате теракта погибли не менее 200 человек, включая 13 американских военных. Взрыв у аэропорта — первый теракт в Афганистане после захвата власти талибами.
Председатель Объединённого комитета начальников штабов Вооружённых сил США генерал Марк Милли как главную причину победы талибов назвал отсутствие поддержки народа у прежнего правительства:
Я думаю, что одна из фундаментальных проблем — это коррупция в правительстве... Само правительство не имеет легитимности в глазах народа.
27 сентября 2021 года и. о. главы Минюста в правительстве «Талибана» Абдул Хаким Шариа заявил, что движение планирует применять Конституцию 1964 года (времён последнего короля Афганистана Захир-шаха), за исключением положений, которые противоречат шариату.
Первоначально ни ООН, ни какое-либо государство не признало правительство «Талибана». Большинство послов Афганистана в других странах также не признают правительство «Талибана». Однако 3 июля 2025 года Россия официально признала новое правительство Афганистана, а Верховный Суд РФ до этого приостановил решение о признании «Талибана» террористической организацией.

## Государственное устройство

### Административное деление

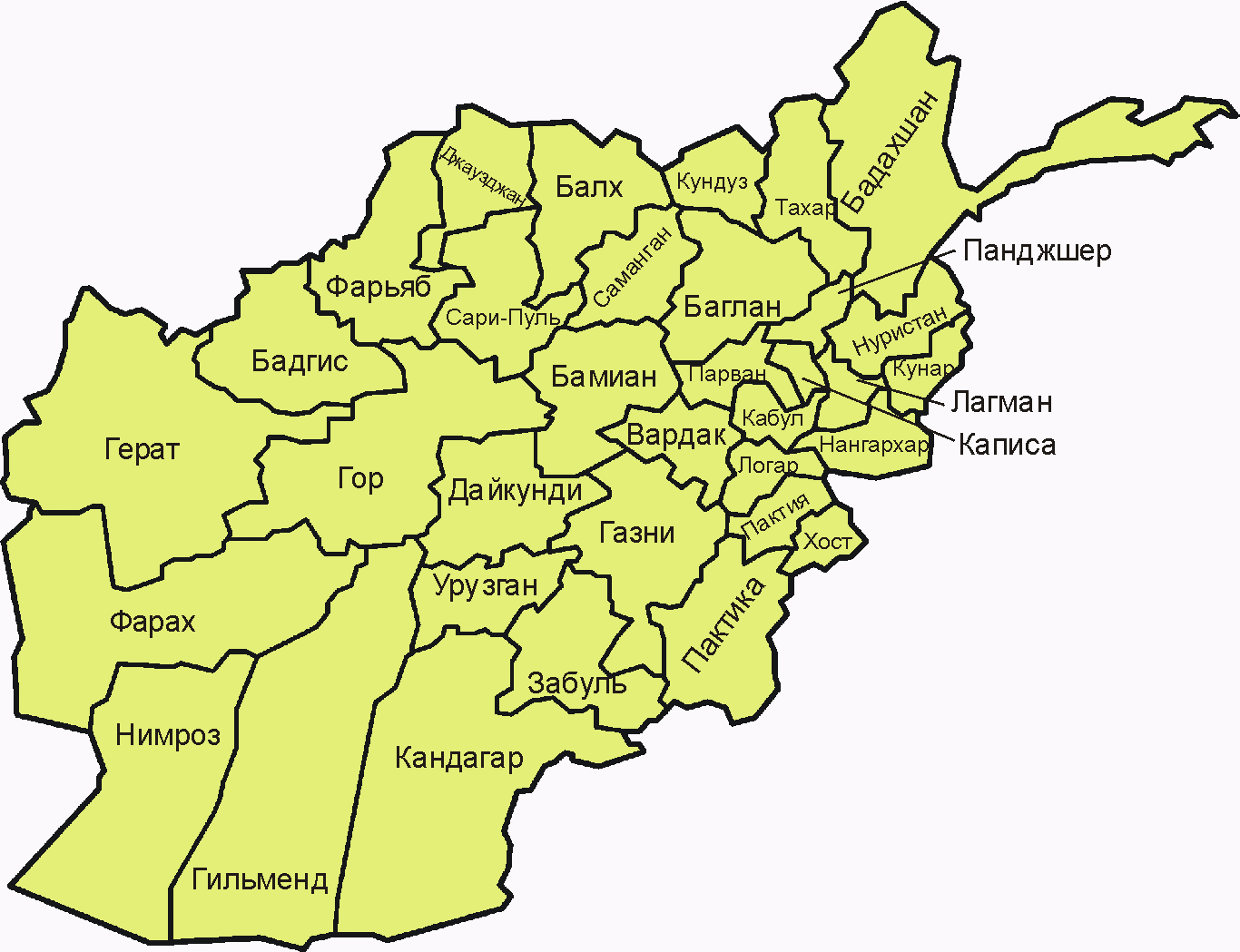
Карта административного деления Афганистана

Афганистан является унитарным государством и административно делится на 34 провинции (вилаят; дари ولایت), которые, в свою очередь, делятся на районы.

### Права человека

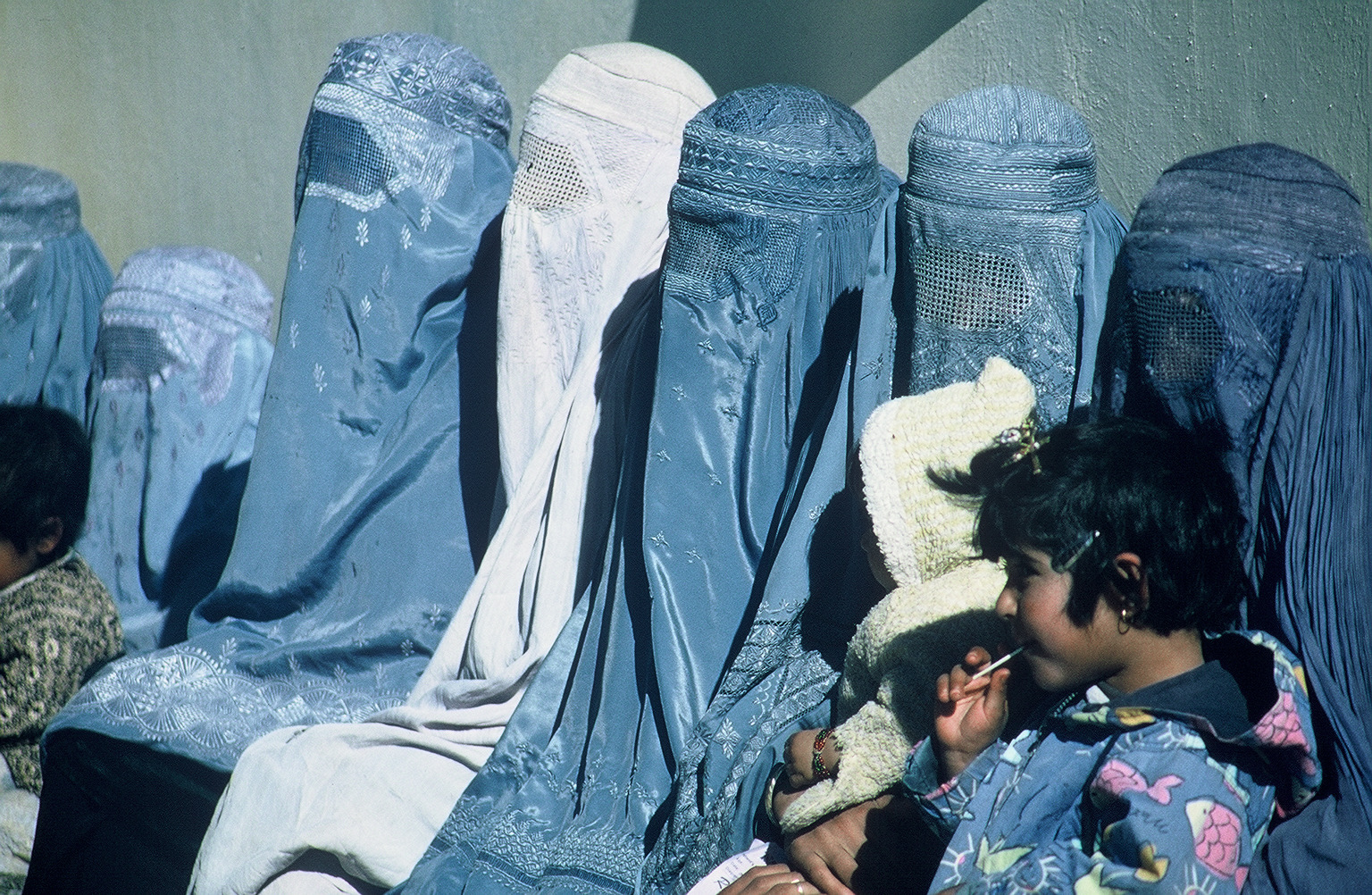
Женщины в бурках

Женщины в Афганистане обязаны носить бурку, либо абайю с никабом. Всё женское образование, включая начальное, запрещено. Согласно отчёту Global Gender Gap Index, среди 146 стран Афганистан по уровню гендерного разрыва находится на 146 месте.
Со стороны мусульманского населения подвергаются преследованию религиозные меньшинства — христиане, сикхи и индуисты. Сексуальные меньшинства в Афганистане также подвергаются преследованиям, угрозам и даже смерти.

## Экономика
Афганистан — слаборазвитое аграрное государство. Крайне бедная страна, сильно зависящая от иностранной помощи (2,6 млрд долл. в 2009 году, при государственном бюджете 3,3 млрд долл.).
ВВП на душу населения в 2009 году — 800 долл. (по паритету покупательной способности, 219-е место в мире).
78 % работающих — в сельском хозяйстве (31 % ВВП), 6 % — в промышленности (26 % ВВП), 16 % — в сфере обслуживания (43 % ВВП). Уровень безработицы — 35 % (в 2008 году).
Продукция промышленности — одежда, мыло, обувь, удобрения, цемент; ковры; газ, уголь, медь.
Экспорт — 0,6 млрд долл (в 2008, без учёта нелегального экспорта): опиум, фрукты и орехи, ковры, шерсть, каракуль, драгоценные и полудрагоценные камни.
Основные покупатели в 2008: Индия — 23,5 %, Пакистан — 17,7 %, США — 16,5 %, Таджикистан — 12,8 %, Нидерланды — 6,9 %.
Импорт — 5,3 млрд долл. (в 2008): промышленные товары, продукты питания, текстиль, нефть и нефтепродукты.
Основные поставщики в 2008: Пакистан — 36 %, США — 9,3 %, Германия — 7,5 %, Индия — 6,9 %.
Афганистан является членом ВТО.

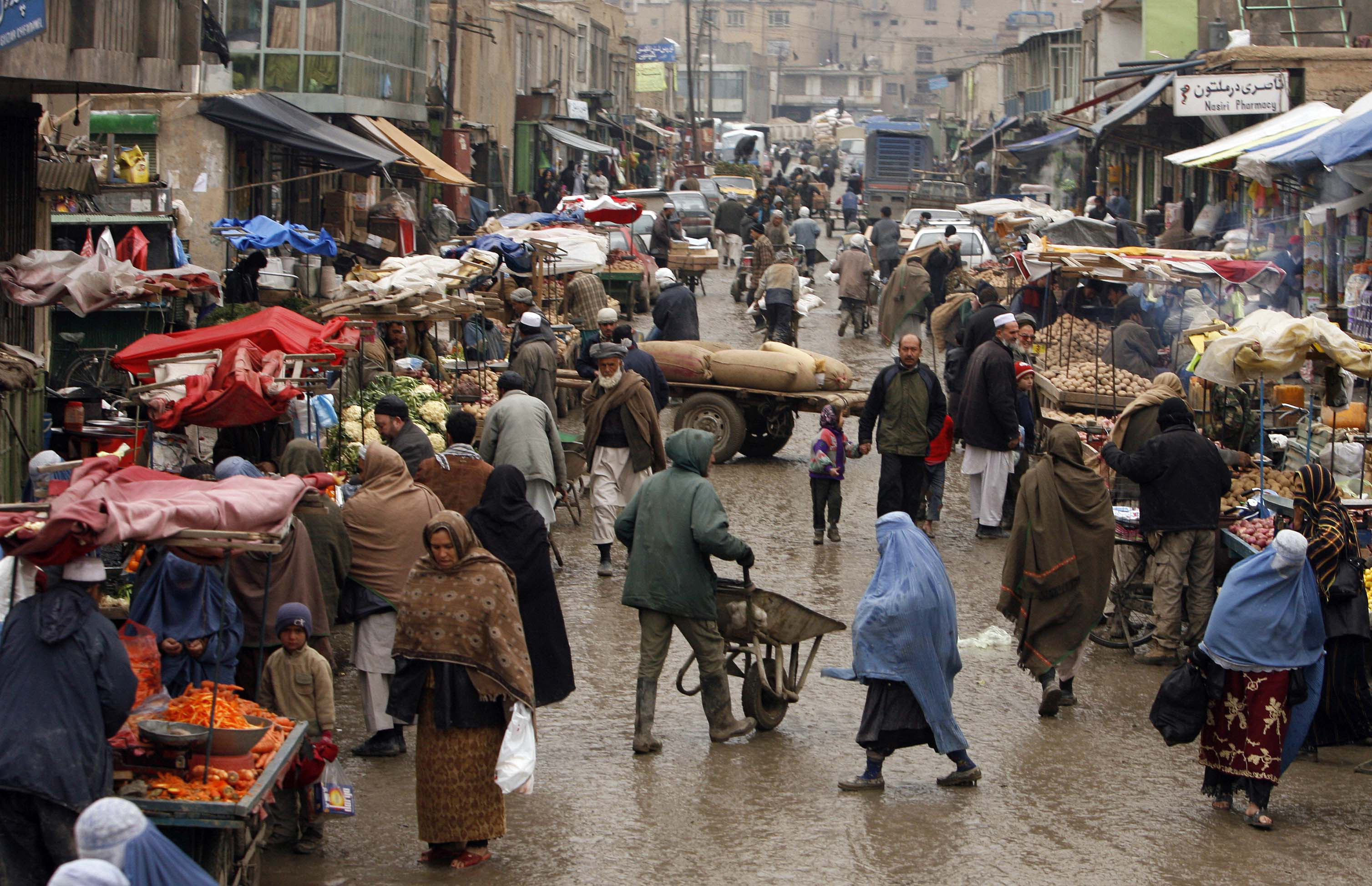
Афганский рынок
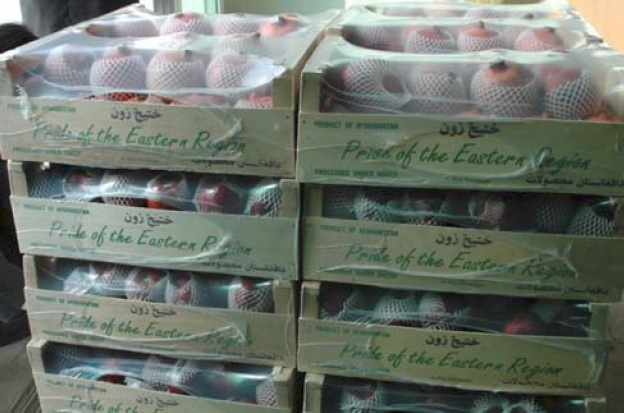
Плоды граната из Афганистана
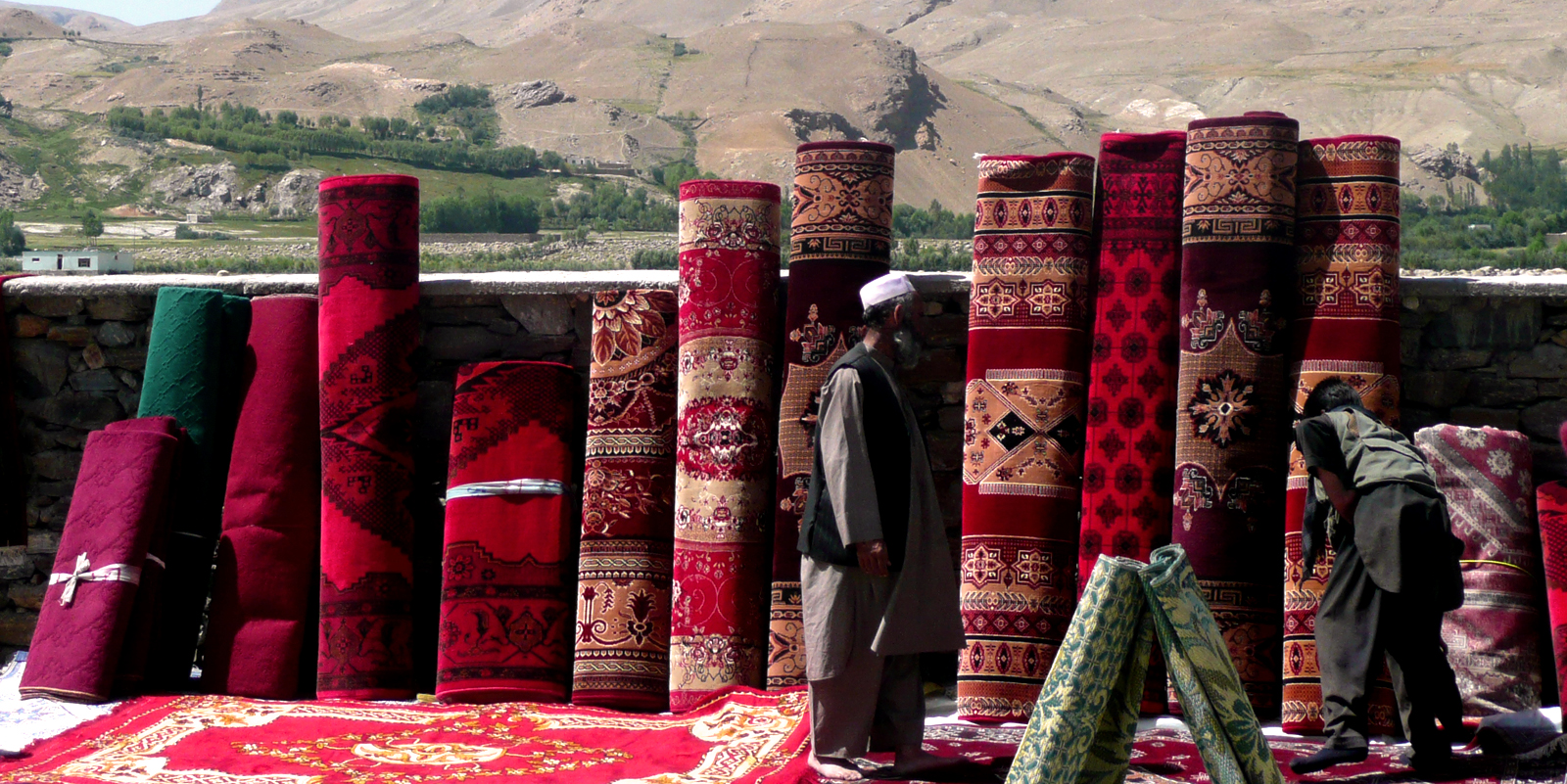
Афганские ковры

### Сельское хозяйство

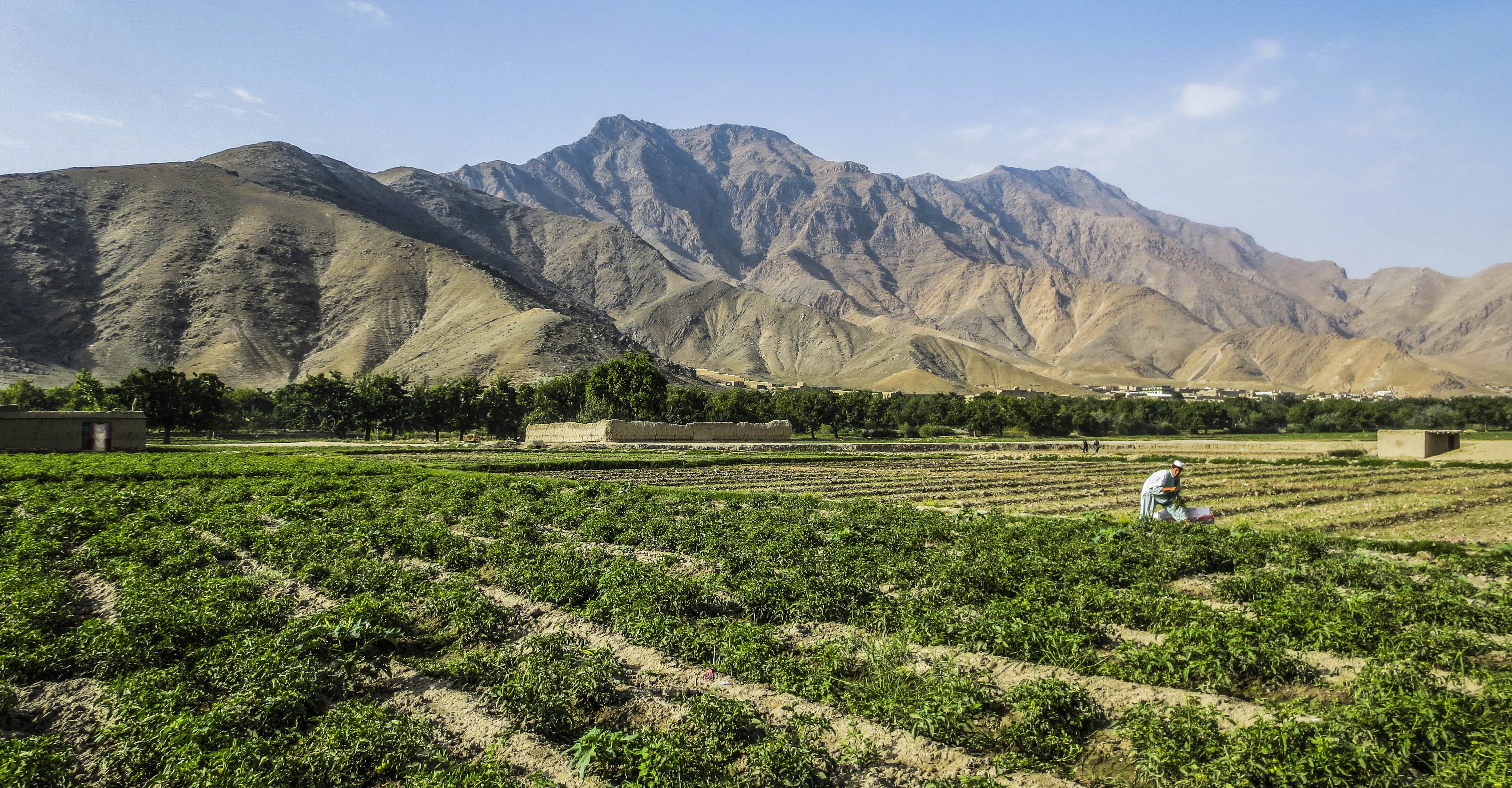
Сельская местность Афганистана

Продукция сельского хозяйства — опиум, зерно, фрукты, орехи; шерсть, кожа.

### Производство наркотиков
| Год  | Сбор, тонн |
| ---- | ---------- |
| 1999 | 4565       |
| 2000 | 3276       |
| 2001 | 185        |
| 2002 | 2700       |
| 2003 | 3400       |
| 2004 | 4200       |
| 2005 | 4100       |
| 2007 | 8200       |
| 2008 | 7700       |
| 2009 | 6900       |
| 2010 | 3600       |
| 2013 | 5500       |
| 2014 | 3300       |
| 2015 | 4800       |
| 2016 | 9000       |
| 2018 | 5500       |
| 2019 | 6700       |
| 2020 | 6300       |
| 2021 | 6800       |
| 2022 | 6200       |

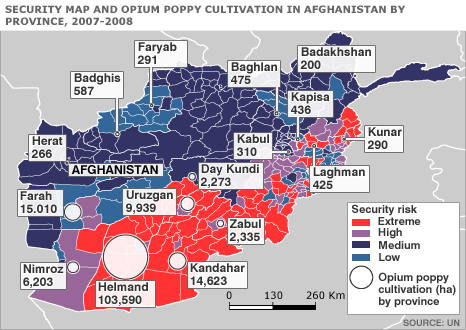
Карта Афганистана, изданная ООН. На ней указаны уровни рисков, региональной безопасности и производства наркотиков в 2007—2008 годы

В конце августа 2008 Управление ООН по наркотикам и преступности (UNODC) опубликовало свой ежегодный доклад о производстве опиумного мака в Афганистане, в котором утверждается: «Ещё ни одна страна в мире, кроме Китая середины XIX века, не производила столько наркотиков, сколько современный Афганистан».
После вторжения войск США и НАТО производство наркотиков увеличилось в несколько раз (цитата — производство наркотиков удваивается практически каждый год). В частности (немецкий политик), производство наркотиков увеличилось в ходе Афганской войны под эгидой НАТО в 40 раз (с 2001 — по 14); по другим данным, с 2001 по 2008 год производство опиатов и героина в Афганистане выросло в 2—2,5 раза. Отмечалось, что Россия и страны ЕС являются главными жертвами героина, поступающего из Афганистана. В 2010 году итальянский депутат Европарламента Пино Арлакки заявлял, что бурный рост потребления наркотиков в России за десять лет произошёл именно за счёт наркотрафика из Афганистана.
По данным UNODC, в Афганистане производится уже более 90 % опиума, поступающего на мировой рынок. Площадь опиумных плантаций составляет 193 тыс. га. Доходы афганских «наркобаронов» в 2007 году превысили 3 млрд долл. (что, по разным оценкам, составляет от 10 % до 15 % официального ВВП Афганистана). Площадь посевов опийного мака в Афганистане сейчас превосходит плантации коки в Колумбии, Перу и Боливии, вместе взятых.
В 2006 году в стране было произведено 6100 тонн опиума, а в 2007 — рекордный урожай в 8000 тонн.
При этом, на севере и в центре, контролируемых правительством Хамида Карзая, производится лишь 20 % афганского опиумного мака, а остальная доля — в южных провинциях на границе с Пакистаном — зоне действий войск НАТО и талибов. Главный центр производства наркотиков — провинция Гильменд, оплот движения Талибан, где площадь посадок составила 103 тыс. га.
Афганистан официально находится под патронатом Международных сил содействия безопасности в Афганистане (ISAF) (которому США передали эту ответственность после официального завершения военных операций), но международные силы так и не смогли взять под контроль всю территорию Афганистана, ограничивая своё реальное влияние в основном Кабулом и окрестностями.
По данным ООН, около 90 % поступающих в Европу наркотиков имеют афганское происхождение. ISAF, со своей стороны, на словах заявляет, что его войска проводят в Афганистане операцию по поддержанию мира и готовы помогать афганскому правительству в решении наркопроблемы, но это прежде всего и в основном его собственная задача.
Выращивание мака зачастую является единственным источником доходов для афганских крестьян.
Афганистан — самый крупный в мире производитель опиума; выращивание мака сократилось на 22 % и 157 000 гектаров в 2008, но остаётся на исторически высоком уровне; неблагоприятные условия для выращивания в 2008 году снизили количество собранного урожая до 5500 тонн, на 31 % по сравнению с 2007. Если бы весь урожай был переработан, получилось бы около 648 тонн чистого героина. Талибан и другие антиправительственные группировки участвуют непосредственно в производстве опиума и получают прибыль от торговли им. Опиум является ключевым источником доходов Талибана в Афганистане. В 2008 году доход Талибана от продажи наркотиков составил 470 миллионов долларов. Повсеместная коррупция и нестабильность в государстве препятствуют применяемым мерам по борьбе с наркотиками. Большая часть героина, реализуемого в Европе и Восточной Азии, произведена из афганского опиума (2008).
Директор казахстанской консалтинговой организации «Группа оценки рисков» Досым Сатпаев утверждает, что наркотики производят афганские группы, оппозиционные движению Талибан. Поддерживая их, НАТО закрывает глаза на их наркотическую деятельность. Майкл Бернстам, профессор Стенфордского университета, имеет мнение что Талибан «запрещал наркотики и жестоко карал», осуществляя репрессии против наркопроизводителей. Он обвинил НАТО в «гуманитарном отношении» к населению, производящему наркотики.
Глава ФСКН Виктор Иванов на конференции в Москве заявил о катастрофическом росте производства героина, увеличении посевных площадей опиумного мака в 30 раз, что свидетельствует о несостоятельности текущей политики международного сообщества в данном регионе.
На фоне присутствия в Афганистане военных США и НАТО с каждым годом производство наркотиков выросло быстрыми темпами на территории всей этой страны. Стоит заметить, что на большей части районов данного производства располагаются британские и американские части, призванные для борьбы с талибами. Согласно официальным и неофициальным данным, уровень производства и незаконного оборота наркотиков увеличился более чем в 100 раз по сравнению с 2001 годом, когда США начали борьбу с афганским опиумом. В 2013 году производство наркотиков составило порядка 5 500 тонн, в 2015 году снизилось до 3 300 тонн, однако уже в этом году[уточнить], согласно официальной статистике, оно достигло 4 800 тонн. Тем не менее афганское Министерство по борьбе с наркотиками и Представительство ООН в Кабуле после объявления новой военной стратегии США в Афганистане заявили, что в 2017 году под посевы опиумного мака в стране отведено 328 000 гектаров земли, что на 63 % больше, чем в прошлом году. В ходе пресс-конференции представитель ООН добавил, что объём производства на одном гектаре вырос до 27,3 кг, то есть увеличился на 15 % по сравнению с 2016 годом, а общий размер производства достиг отметки в 9 000 тонн, что является абсолютным рекордом за всю историю Афганистана.

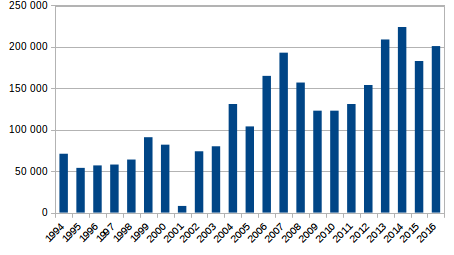
Производство опиума в Афганистане, 1994—2016 годы. Засеянные площади (в гектарах)

Согласно докладу Бюро ООН по борьбе с наркотиками в Афганистане, основным центром данного производства считается провинция Гильменд. По имеющимся сообщениям, 60 % всех производимых в этой стране наркотиков выращиваются именно в этой провинции, являющейся оплотом талибов (на 2017 год Талибан контролировал или претендовал на контроль над 10 из 14 уездов провинции). Самое масштабное производство наркотических веществ, да ещё по соседству с крупнейшей иностранной военной базой на территории Афганистана вызывает в политических кругах и общественном мнении этой страны серьёзные подозрения по поводу причастности иностранных военных к выращиванию и контрабанде столь прибыльного товара.
Из всего сказанного можно сделать вывод о том, что за последние 16 лет производство наркотиков в Афганистане только увеличилось, а их основная часть производится в провинциях, где размещено большое количество американских и британских военных. Производство и торговля опия также является важным источником дохода, и на середину 2010-х годов они поставляли 90 процентов всего опия, производимого в мире.

## Население
- Численность населения — 32,226 млн (оценка на 2019[5]).
- Ежегодный прирост — 2,6 %.
- Рождаемость — 45,5 на 1000 (5-е место в мире).
- Смертность — 19,2 на 1000 (8-е место в мире).
- Суммарный коэффициент рождаемости — 6,5 рождений на женщину (4-е место в мире).
- Младенческая смертность — 247 на 1000 (1-е место в мире; данные ООН конца 2009 года).
- Городское население — 24 %.
- Грамотность — 43 % мужчин, 12 % женщин (оценка 2000 года).

Афганистан — многонациональное государство. Его население состоит из различных этнических групп, принадлежащих к различным языковым семьям — индоевропейской (иранской группе), тюркской и другим. Согласно Конституции Афганистана, в состав населения входят по крайней мере 14 этнических групп.
Согласно социологическому исследованию, проведённому The Asia Foundation в 2018 году, численность пуштунов составляет 50 % населения, таджиков — 23 %, хазарейцев — 10 %, узбеков — 9 %. Менее многочисленные этнические группы — аймаки, туркмены, белуджи и др.

Карта ЦРУ, показывающая территорию проживания этнических групп и подгрупп в Афганистане на 2005 год
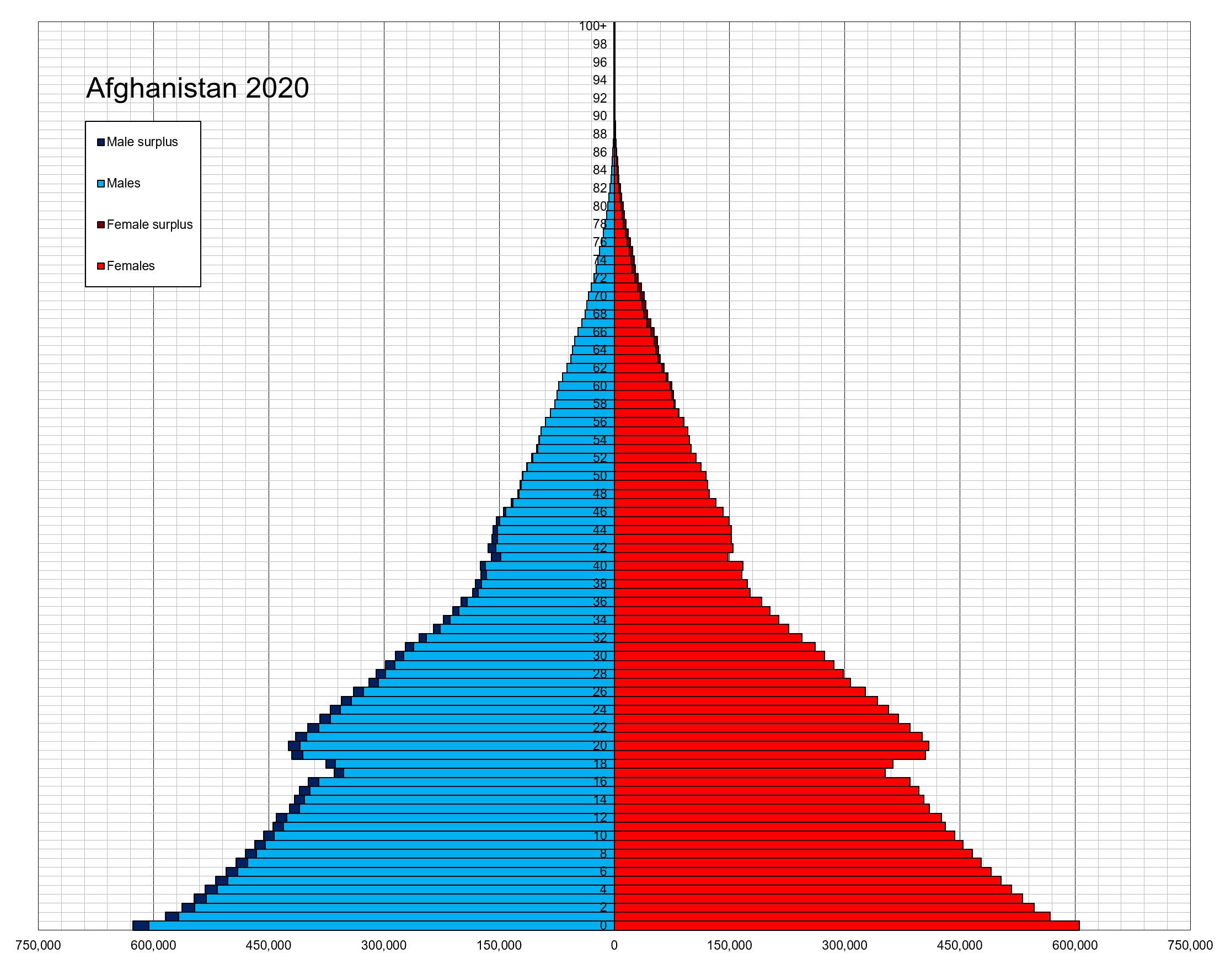
Возрастно-половая пирамида населения Афганистана на 2020 год
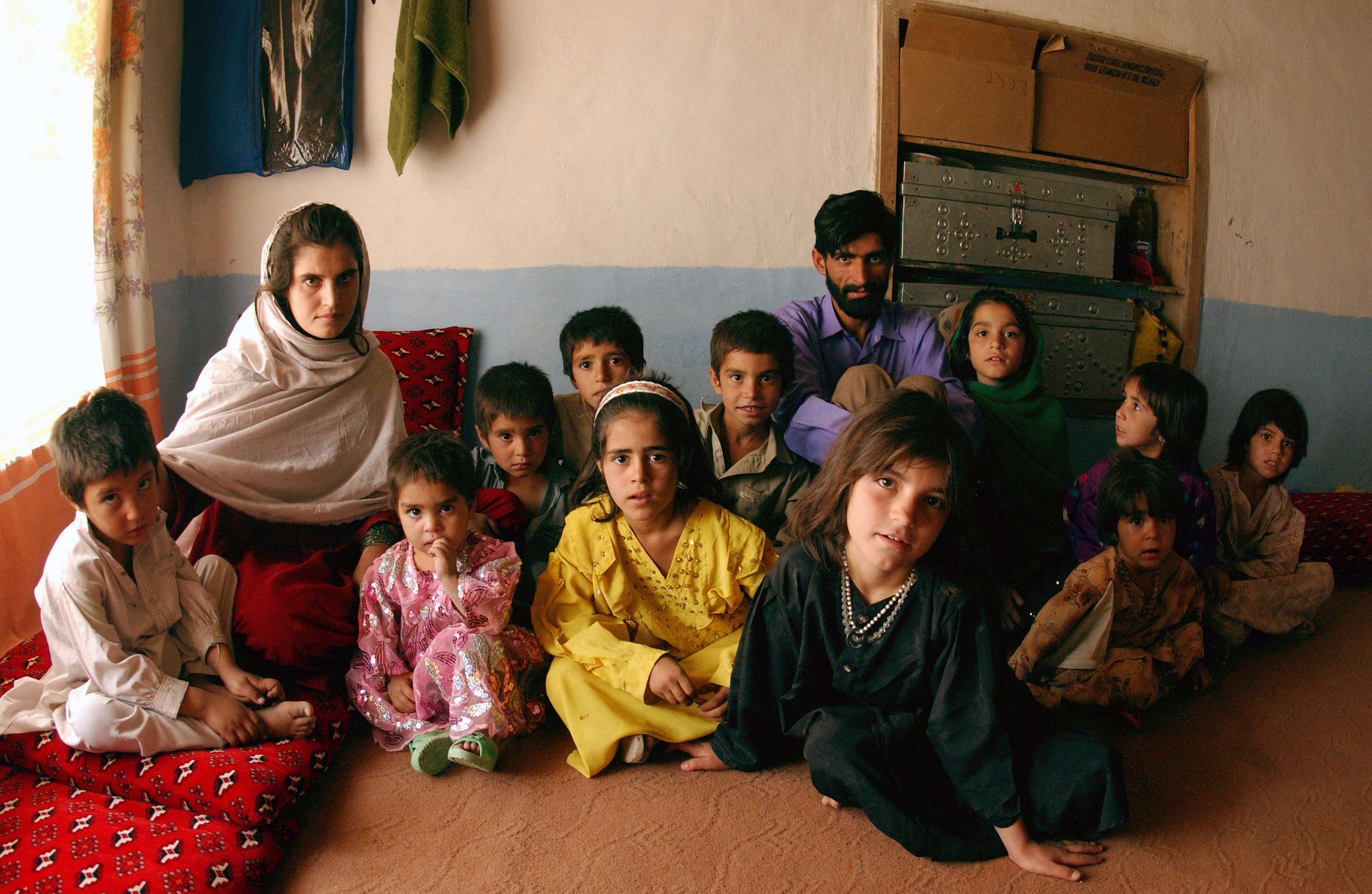
Афганская семья в своём доме в Кабуле

### Ожидаемая продолжительность жизни
Афганистан на 2023 год занимает последнее место в мире (241-е место в справочнике ЦРУ по странам мира) по ожидаемой продолжительности жизни — как по общей, так для мужчин и для женщин:
- общая — 54,1 года;
- мужчины — 52,5 года;
- женщины — 55,7 лет.

### Урбанизация
| №  | Название     | Вилаят    | Население |
| -- | ------------ | --------- | --------- |
| 1  | Кабул        | Кабул     | 4 273 000 |
| 2  | Кандагар     | Кандагар  | 614 500   |
| 3  | Герат        | Герат     | 555 000   |
| 4  | Мазари-Шариф | Балх      | 475 000   |
| 5  | Кундуз       | Кундуз    | 350 000   |
| 6  | Джелалабад   | Нангархар | 265 000   |
| 7  | Талукан      | Тахар     | 250 000   |
| 8  | Пули-Хумри   | Баглан    | 240 000   |
| 9  | Чарикар      | Парван    | 200 000   |
| 10 | Лашкаргах    | Гильменд  | 190 000   |
| 11 | Шибарган     | Джаузджан | 188 000   |
| 12 | Газни        | Газни     | 183 000   |

### Религия

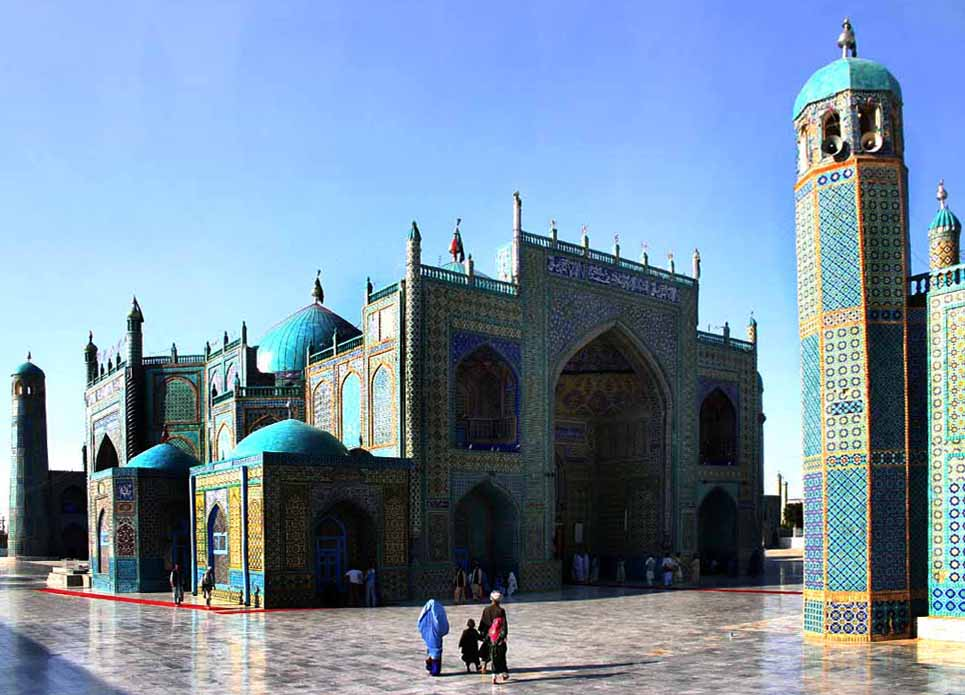
Голубая мечеть в Мазари-Шарифе

Господствующей религией является ислам — его исповедует более 99 % населения. В стране наиболее распространён суннизм ханафитского мазхаба; до 19 % жителей страны являются шиитами.
Большинство живущих в Афганистане христиан (30 тыс.) являются иностранцами. Крупнейшим направлением христианства в стране считается протестантизм. По состоянию на 2000 год в Афганистане действовало 240 протестантских общин, из которых 124 были пятидесятническими. По итогам исследования международной благотворительной христианской организации «Open Doors» за 2015 год, Афганистан занимает 5 место в списке стран, где чаще всего притесняют права христиан.
В стране также имеются сторонники веры бахаи (15 тыс.), индуисты (10 тыс.), сикхи, зороастрийцы и др.

## Инфраструктура

### Транспорт
В Афганистане имеется 46 аэропортов (из них 29 — с ВПП с твёрдым покрытием) и один вертолётный аэродром. Имеется 466 км газовых трубопроводов, 34 903 км автодорог (из них с покрытием — 17 903 км), 120 км водных путей (главным образом, по Амударье для судов дедвейтом до 500 т).
В 1980-е годы на территории страны построены 4 км железных дорог (и 2 станции), связавшие Афганистан с СССР. В 2011 году построена железнодорожная линия Хайратон — Мазари-Шариф, длина линии — около 80 километров. Строительство полностью выполнил Узбекистан. Колея — 1520 мм. В августе 2017 года была открыта линия от границы с Ираном до посёлка Rowzanak, в декабре 2020 года доведена до города Герат. Длина на территории Афганистана — около 130 км. Линия построена Ираном, колея 1435 мм. В 2016 году была открыта линия из Туркменистана до афганского приграничного посёлка Акина. В Афганистане — лишь 2 километра. Предполагается продолжить до города Андхой, 30 км.

## Культура

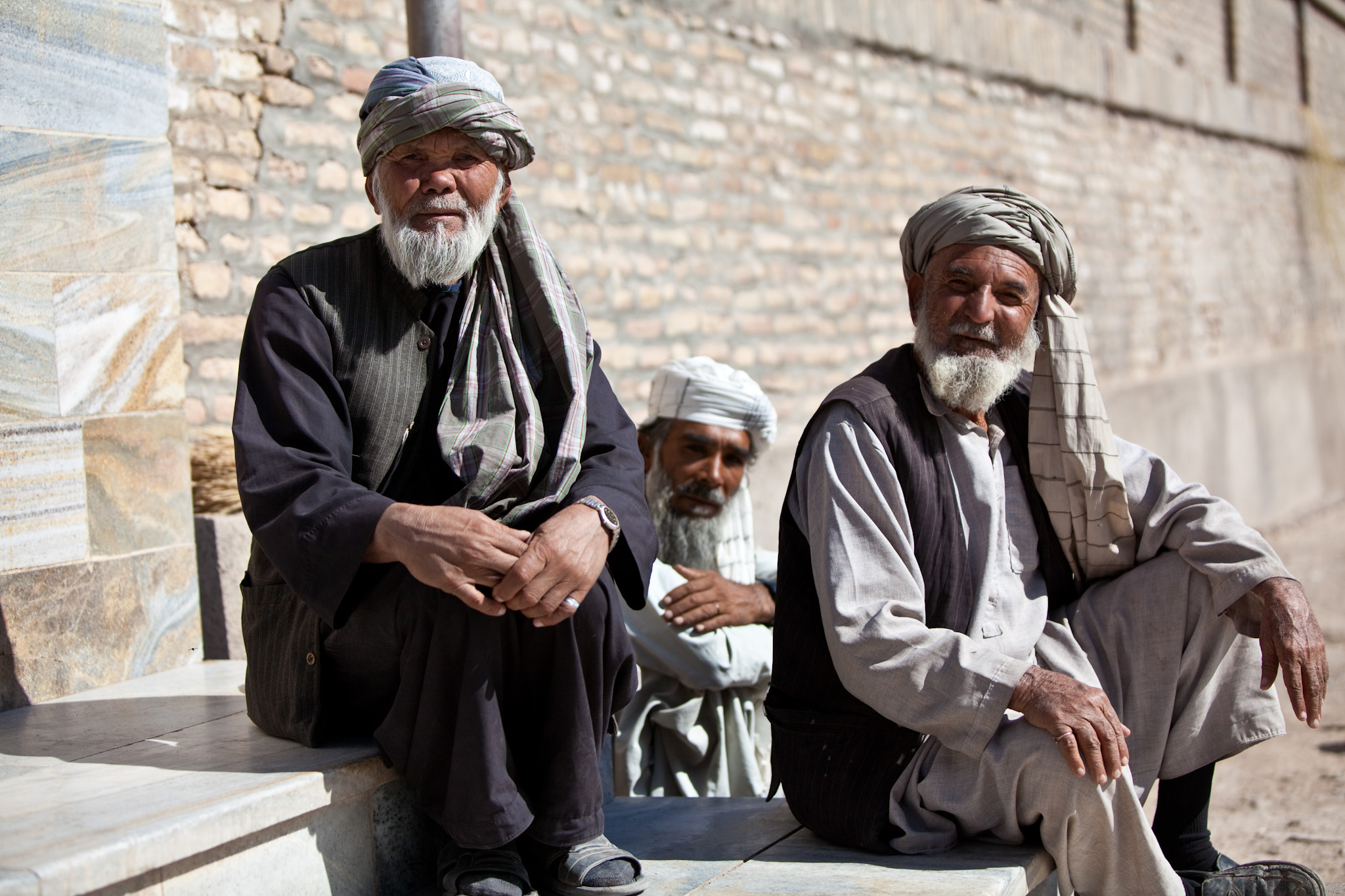
Старики в Герате

Афганистан имеет древнюю историю, сохранившуюся до наших дней культуру в виде различных языков и памятников. Тем не менее, многие исторические памятники были разрушены во время войны. Две известные статуи Будды в провинции Бамиан были уничтожены движением «Талибан», которые рассматривали их как «идолопоклоннические» и «языческие». Другие известные памятники архитектуры находятся в городах Кандагаре, Газни и Балхе. Джамский минарет, в долине реки Теджен (Хари), включён в Список объектов Всемирного наследия ЮНЕСКО. Плащ Мухаммеда хранится внутри знаменитого Халха Шарифа в городе Кандагар.

### Кухня

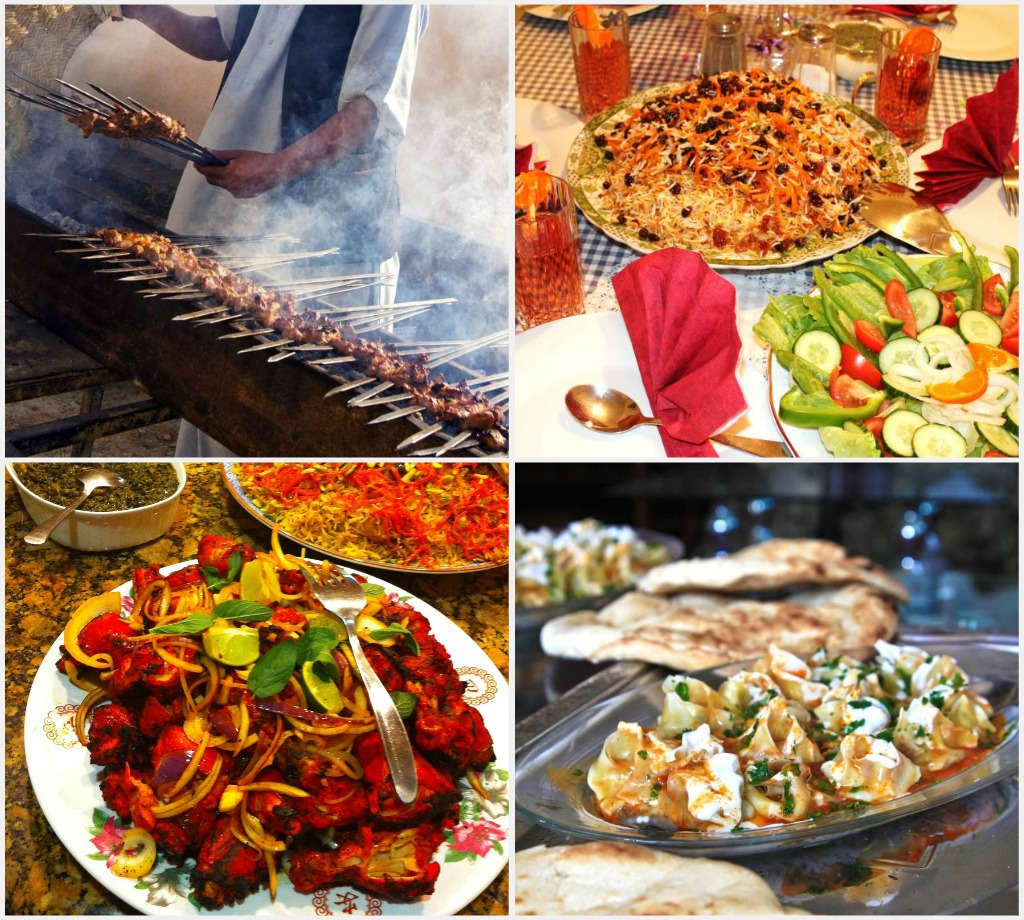
Афганская кухня

Афганская кухня — это традиции и рецепты, сложившиеся под влиянием географического положения, климата и культурного разнообразия Афганистана. Она сочетает особенности ближневосточной, персидской, индийской и центральноазиатской кулинарии. Основу кухни составляют мясо, зерновые, рис, бобовые, овощи и специи.

### Спорт

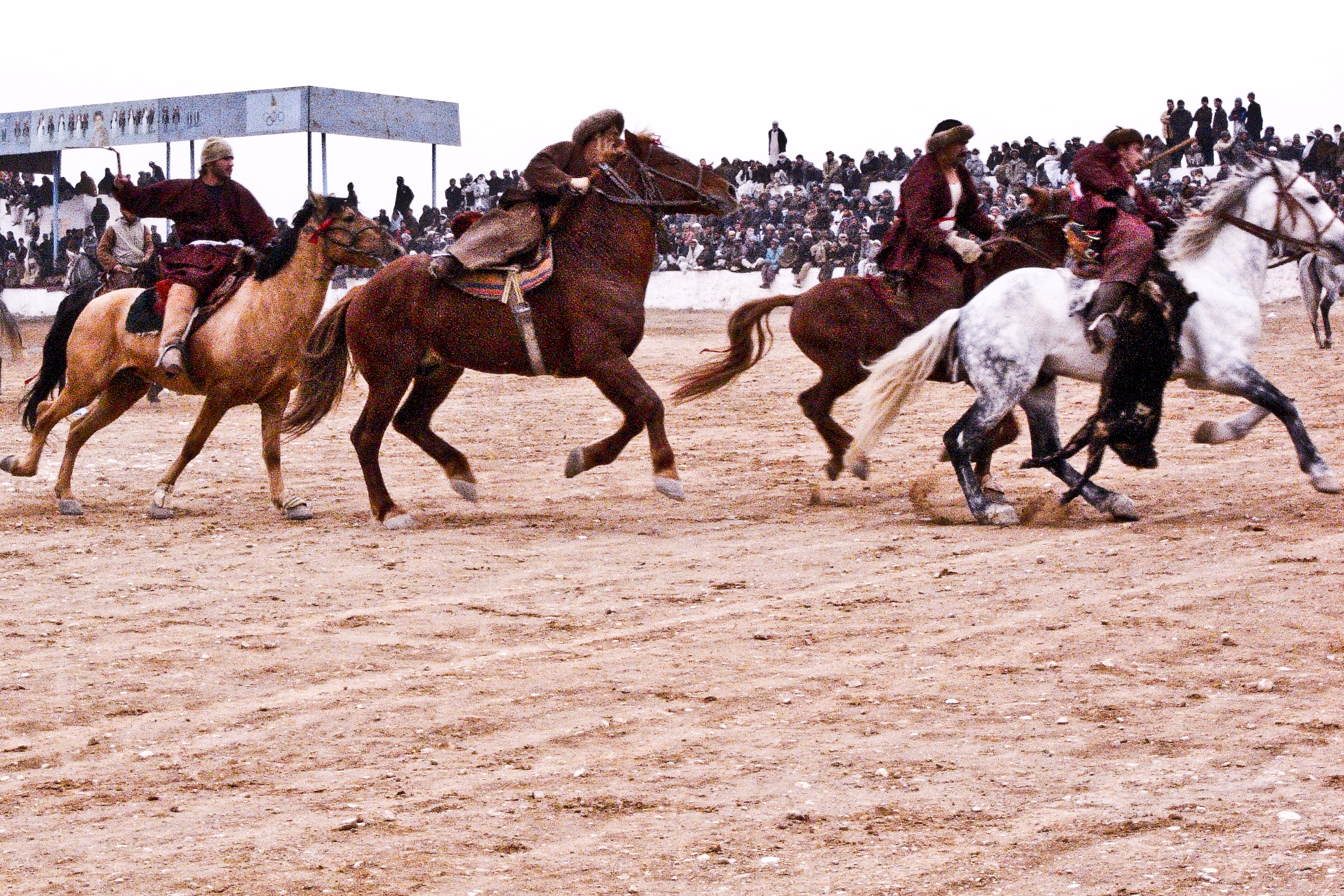
Бузкаши

Бузкаши — национальный афганский вид спорта. Всадники поделены на две команды, играют в поле, каждая команда пытается захватить и удерживать шкуру козы. Из Афганистана также происходят афганские борзые.

### Средства массовой информации
Государственная телерадиокомпания — RTA (Radio Television Afghanistan, رادیو تلویزیون ملی افغانستان), включает в себя телеканал RTA TV и радиостанцию Radio Kabul.